# NHL (2016/2017)/Play-off
NHL (2016/2017) Play-off – rozgrywka finałowa sezonu 2016/2017 w amerykańsko-kanadyjskiej lidze hokejowej NHL o Puchar Stanleya. Mecze odbywały się od 12 kwietnia do 11 czerwca 2017. W finale wystąpiły zespoły Pittsburgh Penguins i Nashville Predators. Zdobywcą Pucharu Stanleya została tak jak w sezonie 2015/2016 drużyna z Pittsburgha.

## Rozstawienie
Po zakończeniu sezonu zasadniczego 16 zespołów zapewniło sobie start w fazie play-off. Drużyna Washington Capitals zdobywca Presidents’ Trophy uzyskała najlepszy wynik w lidze zdobywając w 82 spotkaniach 118 punktów. Była to najwyżej rozstawiona drużyna. Kolejne miejsce rozstawione uzupełnili mistrzowie dywizji: Chicago Blackhawks, Anaheim Ducks oraz Montreal Canadiens.

### Konferencja Wschodnia
Dywizja atlantycka
1. Montreal Canadiens - 103 punkty, mistrz dywizji atlantyckiej
2. Ottawa Senators - 98 punktów
3. Boston Bruins - 95 punktów (42 zwycięstwa)
4. Toronto Maple Leafs –  dzika karta, 95 punktów (39 zwycięstw)

Dywizja metropolitalna
1. Washington Capitals - 118 punktów, mistrz dywizji metropolitalnej i konferencji wschodniej, zdobywca Presidents’ Trophy
2. Pittsburgh Penguins – 111 punktów
3. Columbus Blue Jackets - 108 punktów
4. New York Rangers –  dzika karta, 102 punkty (45 zwycięstw)

### Konferencja Zachodnia
Dywizja pacyficzna
1. Anaheim Ducks – 105 punktów, mistrz dywizji pacyficznej
2. Edmonton Oilers – 103 punkty
3. San Jose Sharks – 99 punktów
4. Calgary Flames – dzika karta, 94 punkty (41 zwycięstw)

Dywizja centralna
1. Chicago Blackhawks – 109 punktów, mistrz dywizji centralnej i konferencji zachodniej
2. Minnesota Wild – 106 punktów
3. St. Louis Blues – 99 punktów
4. Nashville Predators – dzika karta, 94 punkty (39 zwycięstw)

## Drzewko play-off
Faza play-off rozgrywana jest w czterech rundach. Drużyna, która zajęła wyższe miejsce w sezonie zasadniczym w nagrodę zostaje gospodarzem ewentualnego siódmego meczu. Z tym, że zdobywca Presidents’ Trophy zawsze jest gospodarzem siódmego meczu. Wszystkie cztery rundy rozgrywane są w formule do czterech zwycięstw według schematu: 2-2-1-1-1, czyli wyżej rozstawiony rozgrywa mecze: 1 i 2 oraz ewentualnie 5 i 7 we własnej hali. Niżej rozstawiona drużyna rozgrywa w swojej hali mecze: trzeci, czwarty oraz ewentualnie szósty.
Pierwsze mecze play-off odbyły się 12 kwietnia 2017. Wyżej rozstawiona drużyna jest umieszczona w górnym rzędzie pary.
|  |                          |                          |                          |                     |                     |                       |                       |                       |  |  |                    |                    |                    |  |  |                        |                        |                        |
|  | Ćwierćfinały Konferencji | Ćwierćfinały Konferencji | Ćwierćfinały Konferencji |                     |                     | Półfinały Konferencji | Półfinały Konferencji | Półfinały Konferencji |  |  | Finały Konferencji | Finały Konferencji | Finały Konferencji |  |  | Finał Pucharu Stanleya | Finał Pucharu Stanleya | Finał Pucharu Stanleya |
|  | Ćwierćfinały Konferencji | Ćwierćfinały Konferencji | Ćwierćfinały Konferencji |                     |                     | Półfinały Konferencji | Półfinały Konferencji | Półfinały Konferencji |  |  | Finały Konferencji | Finały Konferencji | Finały Konferencji |  |  | Finał Pucharu Stanleya | Finał Pucharu Stanleya | Finał Pucharu Stanleya |
|  |                          |                          |                          |                     |                     |                       |                       |                       |  |  |                    |                    |                    |  |  |                        |                        |                        |
|  |                          |                          |                          |                     |                     |                       |                       |                       |  |  |                    |                    |                    |  |  |                        |                        |                        |
|  | M1                       | Washington Capitals      | 4                        |                     |                     |                       |                       |                       |  |  |                    |                    |                    |  |  |                        |                        |                        |
|  | M1                       | Washington Capitals      | 4                        |                     |                     |                       |                       |                       |  |  |                    |                    |                    |  |  |                        |                        |                        |
|  | WC                       | Toronto Maple Leafs      | 2                        |                     |                     |                       |                       |                       |  |  |                    |                    |                    |  |  |                        |                        |                        |
|  | WC                       | Toronto Maple Leafs      | 2                        | M1                  | Washington Capitals | 3                     |                       |                       |  |  |                    |                    |                    |  |  |                        |                        |                        |
|  |                          |                          |                          | M1                  | Washington Capitals | 3                     |                       |                       |  |  |                    |                    |                    |  |  |                        |                        |                        |
|  | M2                       | Pittsburgh Penguins      | 4                        |                     |                     |                       |                       |                       |  |  |                    |                    |                    |  |  |                        |                        |                        |
|  | M2                       | Pittsburgh Penguins      | 4                        | M2                  | Pittsburgh Penguins | 4                     |                       |                       |  |  |                    |                    |                    |  |  |                        |                        |                        |
|  |                          |                          |                          | M2                  | Pittsburgh Penguins | 4                     |                       |                       |  |  |                    |                    |                    |  |  |                        |                        |                        |
|  | M3                       | Columbus Blue Jackets    | 1                        |                     |                     |                       |                       |                       |  |  |                    |                    |                    |  |  |                        |                        |                        |
|  | M3                       | Columbus Blue Jackets    | 1                        | M2                  | Pittsburgh Penguins | 4                     |                       |                       |  |  |                    |                    |                    |  |  |                        |                        |                        |
|  | Konferencja Wschodnia    |                          |                          | M2                  | Pittsburgh Penguins | 4                     |                       |                       |  |  |                    |                    |                    |  |  |                        |                        |                        |
|  |                          |                          | A2                       | Ottawa Senators     | 3                   |                       |                       |                       |  |  |                    |                    |                    |  |  |                        |                        |                        |
|  | A2                       | Ottawa Senators          | A2                       | Ottawa Senators     | 3                   | 4                     |                       |                       |  |  |                    |                    |                    |  |  |                        |                        |                        |
|  | A2                       | Ottawa Senators          |                          |                     |                     | 4                     |                       |                       |  |  |                    |                    |                    |  |  |                        |                        |                        |
|  | A3                       | Boston Bruins            | 2                        |                     |                     |                       |                       |                       |  |  |                    |                    |                    |  |  |                        |                        |                        |
|  | A3                       | Boston Bruins            | 2                        | A2                  | Ottawa Senators     | 4                     |                       |                       |  |  |                    |                    |                    |  |  |                        |                        |                        |
|  |                          |                          |                          | A2                  | Ottawa Senators     | 4                     |                       |                       |  |  |                    |                    |                    |  |  |                        |                        |                        |
|  | WC                       | New York Rangers         | 2                        |                     |                     |                       |                       |                       |  |  |                    |                    |                    |  |  |                        |                        |                        |
|  | WC                       | New York Rangers         | 2                        | A1                  | Montreal Canadiens  | 2                     |                       |                       |  |  |                    |                    |                    |  |  |                        |                        |                        |
|  |                          |                          |                          | A1                  | Montreal Canadiens  | 2                     |                       |                       |  |  |                    |                    |                    |  |  |                        |                        |                        |
|  | WC                       | New York Rangers         | 4                        |                     |                     |                       |                       |                       |  |  |                    |                    |                    |  |  |                        |                        |                        |
|  | WC                       | New York Rangers         | 4                        | M2                  | Pittsburgh Penguins | 4                     |                       |                       |  |  |                    |                    |                    |  |  |                        |                        |                        |
|  |                          |                          |                          |                     |                     |                       |                       |                       |  |  |                    |                    |                    |  |  |                        |                        |                        |
|  |                          |                          | WC                       | Nashville Predators | 2                   |                       |                       |                       |  |  |                    |                    |                    |  |  |                        |                        |                        |
|  | C1                       | Chicago Blackhowks       | WC                       | Nashville Predators | 2                   | 0                     |                       |                       |  |  |                    |                    |                    |  |  |                        |                        |                        |
|  | C1                       | Chicago Blackhowks       |                          |                     |                     | 0                     |                       |                       |  |  |                    |                    |                    |  |  |                        |                        |                        |
|  | WC                       | Nashvill Predators       | 4                        |                     |                     |                       |                       |                       |  |  |                    |                    |                    |  |  |                        |                        |                        |
|  | WC                       | Nashvill Predators       | 4                        | WC                  | Nashville Predators | 4                     |                       |                       |  |  |                    |                    |                    |  |  |                        |                        |                        |
|  |                          |                          |                          | WC                  | Nashville Predators | 4                     |                       |                       |  |  |                    |                    |                    |  |  |                        |                        |                        |
|  | C3                       | St. Louis Blues          | 2                        |                     |                     |                       |                       |                       |  |  |                    |                    |                    |  |  |                        |                        |                        |
|  | C3                       | St. Louis Blues          | 2                        | C2                  | Minnesotha Wild     | 1                     |                       |                       |  |  |                    |                    |                    |  |  |                        |                        |                        |
|  |                          |                          |                          | C2                  | Minnesotha Wild     | 1                     |                       |                       |  |  |                    |                    |                    |  |  |                        |                        |                        |
|  | C3                       | St. Louis Blues          | 4                        |                     |                     |                       |                       |                       |  |  |                    |                    |                    |  |  |                        |                        |                        |
|  | C3                       | St. Louis Blues          | 4                        | WC                  | Nashville Predators | 4                     |                       |                       |  |  |                    |                    |                    |  |  |                        |                        |                        |
|  | Konferencja Zachodnia    |                          |                          | WC                  | Nashville Predators | 4                     |                       |                       |  |  |                    |                    |                    |  |  |                        |                        |                        |
|  |                          |                          | P1                       | Anaheim Ducks       | 2                   |                       |                       |                       |  |  |                    |                    |                    |  |  |                        |                        |                        |
|  | P2                       | Edmonton Oilers          | P1                       | Anaheim Ducks       | 2                   | 4                     |                       |                       |  |  |                    |                    |                    |  |  |                        |                        |                        |
|  | P2                       | Edmonton Oilers          |                          |                     |                     | 4                     |                       |                       |  |  |                    |                    |                    |  |  |                        |                        |                        |
|  | P3                       | San Jose Sharks          | 2                        |                     |                     |                       |                       |                       |  |  |                    |                    |                    |  |  |                        |                        |                        |
|  | P3                       | San Jose Sharks          | 2                        | P2                  | Edmonton Oilers     | 3                     |                       |                       |  |  |                    |                    |                    |  |  |                        |                        |                        |
|  |                          |                          |                          | P2                  | Edmonton Oilers     | 3                     |                       |                       |  |  |                    |                    |                    |  |  |                        |                        |                        |
|  | P1                       | Anaheim Ducks            | 4                        |                     |                     |                       |                       |                       |  |  |                    |                    |                    |  |  |                        |                        |                        |
|  | P1                       | Anaheim Ducks            | 4                        | P1                  | Anaheim Ducks       | 4                     |                       |                       |  |  |                    |                    |                    |  |  |                        |                        |                        |
|  |                          |                          |                          | P1                  | Anaheim Ducks       | 4                     |                       |                       |  |  |                    |                    |                    |  |  |                        |                        |                        |
|  | WC                       | Calgary Flames           | 0                        |                     |                     |                       |                       |                       |  |  |                    |                    |                    |  |  |                        |                        |                        |
|  | WC                       | Calgary Flames           | 0                        |                     |                     |                       |                       |                       |  |  |                    |                    |                    |  |  |                        |                        |                        |
|  |                          |                          |                          |                     |                     |                       |                       |                       |  |  |                    |                    |                    |  |  |                        |                        |                        |

## Wyniki spotkań play-off

### Ćwierćfinały konferencji

#### Washington Capitals (M1) - Toronto Maple Leafs (WC)
Drużyny w fazie play-off spotkały się po raz pierwszy. W sezonie zasadniczym drużyna z Waszyngtonu wygrała dwa z trzech spotkań.
Z sześciu spotkań pięć zakończyło się dogrywkami. Taki przypadek w historii NHL zdarzył się po raz trzeci.
| Waszyngton        | TorontoWaszyngton | Toronto           |
| Verizon Center    | TorontoWaszyngton | Air Canada Centre |
| Pojemność: 18 506 | TorontoWaszyngton | Pojemność: 18 819 |
|                   | TorontoWaszyngton |                   |

| ĆWIERĆFINAŁ KONFERENCJI WSCHODNIEJ                  |                                      |                                  |             | | |                                                                            |
| Washington Capitals (M1) - Toronto Maple Leafs (WC) |                                      |                                  |             | | |                                                                            |
| Mecz                                                | Data i miejsce                       | Wynik meczu                      | Wynik serii | Strzelcy bramek                                                                                                   | Strzelcy bramek                                                                                          | Gwiazdy meczu                                                              |
| Mecz                                                | Data i miejsce                       | Wynik meczu                      | Wynik serii | Capitols | Maple Leafs                                                                                              | Gwiazdy meczu                                                              |
| Mecz numer 1                                        | 13.04.2017 Waszyngton Verizon Center | 3 : 2 (1:2, 1:0, 0:0 - 1:0)      | 1 : 0       | 12:24 Justin Williams (1) 36:00 Justin Williams (2) 65:15 Tom Wilson (1)                                          | 01:35 Mitchell Marner (1) 09:44 Jake Gardiner (1)                                                        | 1. Tom Wilson (WSH) 2. Justin Williams (WSH) 3. Braden Holtby (WSH)        |
| Mecz numer 2                                        | 15.04.2017 Waszyngton Verizon Center | 3 : 4 (0:1, 2:2, 1:0 - 0:0, 0:1) | 1 : 1       | 23:47 Aleksandr Owieczkin (1) 31:06 John Carlson (1) 52:39 Nicklas Bäckström (1)                                  | 17:34 James van Riemsdyk (1) 34:25 Kasperi Kapanen (1) 39:46 Morgan Rielly (1) 91:53 Kasperi Kapanen (2) | 1. Kasperi Kapanen (TOR) 2. Nicklas Bäckström (WSH) 3. Morgan Rielly (TOR) |
| Mecz numer 3                                        | 17.04.2017 Toronto Air Canada Centre | 3 : 4 (2:1, 1:2, 0:0 - 0:1)      | 1 : 2       | 02:43 Nicklas Bäckström (2) 04:49 Aleksandr Owieczkin (2) 25:39 Jewgienij Kuzniecow (1)                           | 14:08 Auston Matthews (1) 35:13 Nazem Kadri (1) 39:20 William Nylander (1) 61:37 Tyler Bozak (1)         | 1. Tyler Bozak (TOR) 2. Auston Matthews (TOR) 3. Nicklas Bäckström (WSH)   |
| Mecz numer 4                                        | 19.04.2017 Toronto Air Canada Centre | 5 : 4 (4:1, 0:1, 1:2)            | 2 : 2       | 02:58 T.J. Oshie (1) 04:34 Aleksandr Owieczkin (3) 13:41 Tom Wilson (2) 16:04 Tom Wilson (3) 52:59 T.J. Oshie (2) | 05:16 Zach Hyman (1) 25:39 James van Riemsdyk (2) 52:00 Auston Matthews (2) 59:33 Tyler Bozak (2)        | 1. T.J. Oshie (WSH) 2. Tom Wilson (WSH) 3. William Nylander (TOR)          |
| Mecz numer 5                                        | 21.04.2017 Waszyngton Verizon Center | 2 : 1 (1:0, 0:1, 0:0 - 1:0)      | 3 : 2       | 18:15 T.J. Oshie (3) 61:04 Justin Williams (3)                                                                    | 26:00 Auston Matthews (3)                                                                                | 1. Justin Williams (WSH) 2. Braden Holtby (WSH) 3. Frederik Andersen (TOR) |
| Mecz numer 6                                        | 23.04.2017 Toronto Air Canada Centre | 2 : 1 (0:0, 0:0, 1:1 - 1:0)      | 4 : 2       | 52:51 Marcus Johansson (1) 66:31 Marcus Johansson (2)                                                             | 47:45 Auston Matthews (4)                                                                                | 1. 2. 3.                                                                   |

#### Pitsburgh Penguins (M2) - Columbus Blue Jackets (M3)
Drużyny w fazie play-off spotkały się po raz drugi. Po raz pierwszy w roku 2014 serię wygrał Pittsburgh 4-2. W sezonie zasadniczym spotkały się czterokrotnie i podzieliły się punktami.
| Pittsburgh        | PittsburghColumbus | Columbus          |
| PPG Paints Arena  | PittsburghColumbus | Nationwide Arena  |
| Pojemność: 18 387 | PittsburghColumbus | Pojemność: 18 500 |
|                   | PittsburghColumbus |                   |

| ĆWIERĆFINAŁ KONFERENCJI WSCHODNIEJ                    |                                        |                             |             | | |                                                                           |
| Pittsburgh Penguins (M2) - Columbus Blue Jackets (M3) |                                        |                             |             | | |                                                                           |
| Mecz                                                  | Data i miejsce                         | Wynik meczu                 | Wynik serii | Strzelcy bramek | Strzelcy bramek | Gwiazdy meczu                                                             |
| Mecz                                                  | Data i miejsce                         | Wynik meczu                 | Wynik serii | Penguins | Blue Jackets | Gwiazdy meczu                                                             |
| Mecz numer 1                                          | 12.04.2017 Pittsburgh PPG Paints Arena | 3 : 1 (0:0, 3:0, 0:1)       | 1 : 0       | 21:15 Bryan Rust (1) 23:45 Phil Kessel (1) 65:15 Nick Bonino (1)                                                        | 52:41 Matt Calvert (1) | 1. Marc-André Fleury (PIT) 2. Phil Kessel (PIT) 3. Jewgienij Małkin (PIT) |
| Mecz numer 2                                          | 14.04.2017 Pittsburgh PPG Paints Arena | 4 : 1 (1:0, 1:1, 2:0)       | 2 : 0       | 08:31 Sidney Crosby (1) 27:51 Jake Guentzel (1) 42:01 Jewgienij Małkin (1) 59:14 Patric Hörnqvist (1)                   | 27:00 Brandon Saad (1) | 1. Sidney Crosby (PIT) 2. Marc-André Fleury (PIT) 3. Jake Guentzel (PIT)  |
| Mecz numer 3                                          | 16.04.2017 Columbus Nationwide Arena   | 5 : 4 (1:3, 2:0, 1:1 - 1:0) | 3 : 0       | 03:17 Jake Guentzel (2) 25:21 Bryan Rust (2) 33:25 Jewgienij Małkin (2) 51:48 Jake Guentzel (3) 73:10 Jake Guentzel (4) | 00:11 Cam Atkinson (1) 05:02 Cam Atkinson (2) 06:10 Zach Werenski (1) 55:11 Brandon Dubinsky (1)                            | 1. Jake Guentzel (PIT) 2. Bryan Rust (PIT) 3. Cam Atkinson (CBJ)          |
| Mecz numer 4                                          | 18.04.2017 Columbus Nationwide Arena   | 4 : 5 (0:2, 2:1, 2:2)       | 3 : 1       | 26:43 Patric Hörnqvist (2) 36:24 Ron Hainsey (1) 42:10 Tom Kühnhackl (1) 16:04 Jake Guentzel (5)                        | 11:46 Jack Johnson (1) 18:56 Josh Anderson (1) 24:48 Markus Nutivaara (1) 40:27 William Karlsson (1) 45:37 Boone Jenner (1) | 1. William Karlsson (CBJ) 2. Markus Nutivaara (CBJ) 3. Boone Jenner (CBJ) |
| Mecz numer 5                                          | 20.04.2017 Pittsburgh PPG Paints Arena | 5 : 2 (1:0, 2:2, 2:0)       | 4 : 1       | 09:07 Phil Kessel (2) 21:07 Bryan Rust (3) 23:50 Bryan Rust (4) 45:31 Sidney Crosby (2) 46:22 Scott Wilson (1)          | 29:30 William Karlsson (2) 32:24 Boone Jenner (2)                                                                           | 1. Bryan Rust (PIT) 2. Marc-André Fleury (PIT) 3. Phil Kessel (PIT)       |

#### Ottawa Senators (A2) - Boston Bruins (A3)
Drużyny w fazie play-off spotkały się po raz pierwszy od czasu powrotu Senatorów do rozgrywek. Ostatnie ich spotkanie miało miejsce w finale Pucharu Stanleya w roku 1927. W sezonie zasadniczym Ottawa wygrała cztery spotkania.
| Ottawa               | OttawaBoston | Boston            |
| Canadian Tire Centre | OttawaBoston | TD Garden         |
| Pojemność: 17 373    | OttawaBoston | Pojemność: 17 565 |
|                      | OttawaBoston |                   |

| ĆWIERĆFINAŁ KONFERENCJI WSCHODNIEJ        |                                        |                                  |             | |                                                                           |                                                                           |
| Ottawa Senators (A2) - Boston Bruins (A3) |                                        |                                  |             | |                                                                           |                                                                           |
| Mecz                                      | Data i miejsce                         | Wynik meczu                      | Wynik serii | Strzelcy bramek                                                                                     | Strzelcy bramek                                                           | Gwiazdy meczu                                                             |
| Mecz                                      | Data i miejsce                         | Wynik meczu                      | Wynik serii | Senators                                                                                            | Bruins                                                                    | Gwiazdy meczu                                                             |
| Mecz numer 1                              | 12.04.2017 Ottawa Canadian Tire Centre | 1 : 2 (0:0, 1:0, 0:2)            | 0 : 1       | 30:28 Bobby Ryan (1)                                                                                | 44:55 Frank Vatrano (1) 57:27 Brad Marchand (1)                           | 1. Frank Vatrano (BOS) 2. Brad Marchand (BOS) 3. Bobby Ryan (OTT)         |
| Mecz numer 2                              | 15.04.2017 Ottawa Canadian Tire Centre | 4 : 3 (0:0, 1:3, 2:0 - 1:0)      | 1 : 1       | 30:57 Clarke MacArthur (1) 45:28 Chris Wideman (1) 47:48 Derick Brassard (1) 61:59 Dion Phaneuf (1) | 29:47 Drew Stafford (1) 32:39 Tim Schaller (1) 36:01 Patrice Bergeron (1) | 1. Dion Phaneuf (OTT) 2. Clarke MacArthur (OTT) 3. Erik Karlsson (OTT)    |
| Mecz numer 3                              | 17.04.2017 Boston TD Garden            | 4 : 3 (2:0, 1:3, 0:0 - 1:0)      | 2 : 1       | 07:15 Mike Hoffman (1) 07:40 Derick Brassard (2) 23:42 Mike Hoffman (2) 65:43 Bobby Ryan (2)        | 26:05 Noel Acciari (1) 26:47 David Backes (1) 33:51 David Pastrňák (1)    | 1. Mike Hoffman (OTT) 2. Bobby Ryan (OTT) 3. Erik Karlsson (OTT)          |
| Mecz numer 4                              | 19.04.2017 Boston TD Garden            | 1 : 0 (0:0, 0:0, 1:0)            | 3 : 1       | 45:49 Bobby Ryan (3)                                                                                |                                                                           | 1. Bobby Ryan (OTT) 2. Craig Anderson (OTT) 3. Tuukka Rask (BOS)          |
| Mecz numer 5                              | 21.04.2017 Ottawa Canadian Tire Centre | 2 : 3 (1:0, 1:2, 0:0 - 0:0, 0:1) | 3 : 2       | 11:19 Mark Stone (1) 20:30 Jean-Gabriel Pageau (1)                                                  | 12:07 David Pastrňák (2) 37:05 Sean Kuraly (1) 90:19 Sean Kuraly (2)      | 1. Sean Kuraly (BOS) 2. David Pastrňák (BOS) 3. Jean-Gabriel Pageau (OTT) |
| Mecz numer 6                              | 23.04.2017 Boston TD Garden            | 3 : 2 (0:1, 2:0, 0:1 - 1:0)      | 4 : 2       | 23:26 Bobby Ryan (4) 28:32 Kyle Turris (1) 66:30 Clarke MacArthur (2)                               | 18:13 Drew Stafford (2) 41:57 Patrice Bergeron (2)                        | 1. Clarke MacArthur (OTT) 2. Brad Marchand (BOS) 3. Craig Anderson (OTT)  |

#### Montreal Canadiens (A1) - New York Rangers (WC)
Drużyny w fazie play-off spotkały się po raz szesnasty. Nowojorczycy wygrali osiem z piętnastu dotychczasowych serii.
W sezonie zasadniczym Montreal wygrał trzy spotkania.
| Montreal          | MontrealNowy Jork | Nowy Jork             |
| Centre Bell       | MontrealNowy Jork | Madison Square Garden |
| Pojemność: 21 288 | MontrealNowy Jork | Pojemność: 18 006     |
|                   | MontrealNowy Jork |                       |

| ĆWIERĆFINAŁ KONFERENCJI WSCHODNIEJ              |                                             |                             |             |                                                                                                |                                                                            |                                                                               |
| Montreal Canadiens (A1) - New York Rangers (WC) |                                             |                             |             |                                                                                                |                                                                            |                                                                               |
| Mecz                                            | Data i miejsce                              | Wynik meczu                 | Wynik serii | Strzelcy bramek                                                                                | Strzelcy bramek                                                            | Gwiazdy meczu                                                                 |
| Mecz                                            | Data i miejsce                              | Wynik meczu                 | Wynik serii | Canadiens                                                                                      | Rangers                                                                    | Gwiazdy meczu                                                                 |
| Mecz numer 1                                    | 12.04.2017 Montreal Centre Bell             | 0 : 2 (0:1, 0:0, 0:1)       | 0 : 1       |                                                                                                | 09:50 Tanner Glass (1) 58:50 Michael Grabner (1)                           | 1. Henrik Lundqvist (NYR) 2. Tanner Glass (NYR) 3. Carey Price (MTL)          |
| Mecz numer 2                                    | 14.04.2017 Montreal Centre Bell             | 4 : 3 (2:1, 0:2, 1:0 - 1:0) | 1 : 1       | 04:05 Jeff Petry (1) 15:42 Paul Byron (1) 59:42 Tomáš Plekanec (1) 78:34 Aleksandr Radułow (1) | 13:48 Michael Grabner (2) 29:58 Rick Nash (1) 34:47 Mats Zuccarello (1)    | 1. Aleksandr Radułow (MTL) 2. Henrik Lundqvist (NYR) 3. Tomáš Plekanec (MTL)  |
| Mecz numer 3                                    | 16.04.2017 Nowy Jork Madison Square Garden  | 3 : 1 (0:0, 1:0, 2:1)       | 2 : 1       | 37:37 Artturi Lehkonen (1) 47:42 Shea Weber (1) 55:35 Aleksandr Radułow (2)                    | 57:04 Brady Skjei (1)                                                      | 1. Carey Price (MTL) 2. Artturi Lehkonen (MTL) 3. Aleksandr Radułow (MTL)     |
| Mecz numer 4                                    | 18.04.2017 Nowy Jork Madison Square Garden  | 1 : 2 (1:1, 0:1, 0:0)       | 2 : 2       | 18:37 Torrey Mitchell (1)                                                                      | 11:39 Jasper Fast (1) 24:28 Rick Nash (2)                                  | 1. Rick Nash (NYR) 2. Henrik Lundqvist (NYR) 3. Carey Price (MTL)             |
| Mecz numer 5                                    | 20.04.2017 Montreal Centre Bell             | 2 : 3 (2:1, 0:1, 0:0 - 0:1) | 2 : 3       | 12:07 Artturi Lehkonen (2) 16:20 Brendan Gallagher (1)                                         | 12:07 Jesper Fast (2) 38:28 Brady Skjel (2) 74:22 Mika Zibanejad           | 1. Mika Zibanejad (NYR) 2. Brendan Gallagher (MTL) 3. Henrik Lundqvist (NYR)  |
| Mecz numer 6                                    | 22.04.2017 Nowy Jorkh Madison Square Garden | 1 : 3 (1:0, 0:2, 0:1)       | 2 : 4       | 06:19 Aleksiej Jemielin (1)                                                                    | 22:26 Mats Zuccarello (2) 33:31 Mats Zuccarello (3) 59:42 Derek Stepan (1) | 1. Mats Zuccarello (NYR) 2. Henrik Lundqvist (NYR) 3. Aleksandr Radułow (MTL) |

#### Chicago Blackhawks (C1) - Nashville Predators (WC)
Drużyny w fazie play-off zmierzyły się po raz trzeci. Chicago zwyciężyło w obydwu poprzednich seriach. W sezonie zasadniczym Chicago zwyciężyło czterokrotnie w pięciu spotkaniach.
| Chicago           | ChicagoNashville | Nashville         |
| United Center     | ChicagoNashville | Bridgestone Arena |
| Pojemność: 19 717 | ChicagoNashville | Pojemność: 17 113 |
|                   | ChicagoNashville |                   |

| ĆWIERĆFINAŁ KONFERENCJI ZACHODNIEJ                 |                                        |                             |             |                                                   | |                                                                        |
| Chicago Blackhawks (C1) - Nashville Predators (WC) |                                        |                             |             |                                                   | |                                                                        |
| Mecz                                               | Data i miejsce                         | Wynik meczu                 | Wynik serii | Strzelcy bramek                                   | Strzelcy bramek | Gwiazdy meczu                                                          |
| Mecz                                               | Data i miejsce                         | Wynik meczu                 | Wynik serii | Blackhawks                                        | Predators | Gwiazdy meczu                                                          |
| Mecz numer 1                                       | 13.04.2017 Chicago United Center       | 0 : 1 (0:1, 0:0, 0:0)       | 0 : 1       |                                                   | 07:52 Viktor Arvidsson (1)                                                                                              | 1. Pekka Rinne (NSH) 2. Viktor Arvidsson (NSH) 3. Corey Crawford (CHI) |
| Mecz numer 2                                       | 15.04.2017 Chicago United Center       | 0 : 5 (0:1, 0:2, 0:2)       | 0 : 2       |                                                   | 03:44 Ryan Ellis (1) 22:51 Harry Zolnierczyk (1) 33:00 Colton Sissons (1) 53:49 Ryan Johansen (1) 58:13 Kevin Fiala (1) | 1. Pekka Rinne (NSH) 2. Ryan Johansen (NSH) 3. Ryan Ellis (NSH)        |
| Mecz numer 3                                       | 17.04.2017 Nashville Bridgestone Arena | 2 : 3 (0:0, 2:0, 0:2 - 0:1) | 0 : 3       | 21:05 Dennis Rasmussen (1) 31:15 Patrick Kane (1) | 44:24 Filip Forsberg (1) 54:08 Filip Forsberg (2) 76:44 Kevin Fiala (2)                                                 | 1. Kevin Fiala (NSH) 2. Filip Forsberg (NSH) 3. Pekka Rinne (NSH)      |
| Mecz numer 4                                       | 20.04.2017 Nashville Bridgestone Arena | 1 : 4 (0:0, 0:1, 1:3)       | 0 : 4       | 54:42 Jonathan Toews (1)                          | 29:41 Roman Josi (1) 48:52 Colton Sissons (2) 50:21 Roman Josi (2) 58:12 Viktor Arvidsson (2)                           | 1. Pekka Rinne (NSH) 2. Roman Josi (NSH) 3. Colton Sissons (NSH)       |

#### Minnesota Wild (C2) - St. Louis Blues (C3)
W fazie play-off drużyny zmierzyły się po raz drugi. W pierwszym spotkaniu w roku 2015 zwyciężyła Minnesota 4:2. W sezonie zasadniczym St. Louis zwyciężyło trzykrotnie w pięciu spotkaniach.
| Saint Paul         | St. LouisSaint Paul | St. Louis         |
| Xcel Energy Center | St. LouisSaint Paul | Scottrade Center  |
| Pojemność: 17 954  | St. LouisSaint Paul | Pojemność: 18 724 |
|                    | St. LouisSaint Paul |                   |

| ĆWIERĆFINAŁ KONFERENCJI ZACHODNIEJ         |                                          |                             |             |                                                                   | |                                                                       |
| Minnesota Wild (C2) - St. Louis Blues (C3) |                                          |                             |             |                                                                   | |                                                                       |
| Mecz                                       | Data i miejsce                           | Wynik meczu                 | Wynik serii | Strzelcy bramek                                                   | Strzelcy bramek                                                                                          | Gwiazdy meczu                                                         |
| Mecz                                       | Data i miejsce                           | Wynik meczu                 | Wynik serii | Wild                                                              | Blues | Gwiazdy meczu                                                         |
| Mecz numer 1                               | 12.04.2017 Saint Paul Xcel Energy Center | 1 : 2 (0:0, 0:1, 1:0 - 0:1) | 0 : 1       | 59:37 Zach Parise (1)                                             | 39:22 Vladimír Sobotka (1) 77:48 Joel Edmundson (1)                                                      | 1. Joel Edmundson (STL) 2. Jake Allen (STL) 3. Devan Dubnyk (MIN)     |
| Mecz numer 2                               | 14.04.2017 Saint Paul Xcel Energy Center | 1 : 2 (0:0, 1:1, 0:1)       | 0 : 2       | 37:44 Zach Parise (2)                                             | 23:51 Joel Edmundson (2) 57:33 Jaden Schwartz (1)                                                        | 1. Jaden Schwartz (STL) 2 Zach Parise (MIN) 3. Alex Pietrangelo (STL) |
| Mecz numer 3                               | 16.04.2017 St. Louis Scottrade Center    | 1 : 3 (0:1, 1:1, 0:1)       | 0 : 3       | 32:59 Charlie Coyle (1)                                           | 03:25 Colton Parayko (1) 35:19 Jaden Schwartz (2) 58:49 Alexander Steen (1)                              | 1. Jake Allen (STL) 2. Colton Parayko (STL) 3. Jaden Schwartz (STL)   |
| Mecz numer 4                               | 19.04.2017 St. Louis Scottrade Center    | 2 : 0 (1:0, 1:0, 0:0)       | 1 : 3       | 16:50 Charlie Coyle (2) 36:41 Martin Hanzal (1)                   | | 1. Devan Dubnyk (MIN) 2. Charlie Coyle (MIN) 3. Ryan Reaves (STL)     |
| Mecz numer 5                               | 22.04.2017 Saint Paul Xcel Energy Center | 3 : 4 (1:2, 0:0, 2:1 - 0:1) | 1 : 4       | 18:31 Ryan Suter (1) 50:38 Mikko Koivu (1) 54:59 Jason Zucker (1) | 07:16 Władimir Tarasienko (1) 10:31 Alexander Steen (2) 47:23 Paul Stastny (1) 69:42 Magnus Pääjärvi (1) | 1. Magnus Pääjärvi (STL) 2. Jason Zucker (MIN) 3. Mikko Koivu (MIN)   |

#### Edmonton Oilers (P2) - San Jose Sharks (P3)
W fazie play-off drużyny zmierzyły się po raz drugi. Serię wygrało Edmonton w sześciu spotkaniach. W sezonie zasadniczym Edmonton wygrało trzy z pięciu konfrontacji.
| Edmonton          | San JoseEdmonton | San Jose          |
| Rogers Place      | San JoseEdmonton | SAP Center        |
| Pojemność: 18 347 | San JoseEdmonton | Pojemność: 17 562 |
|                   | San JoseEdmonton |                   |

| ĆWIERĆFINAŁ KONFERENCJI ZACHODNIEJ          |                                  |                             |             | | |                                                                         |
| Edmonton Oilers (P2) - San Jose Sharks (P3) |                                  |                             |             | | |                                                                         |
| Mecz                                        | Data i miejsce                   | Wynik meczu                 | Wynik serii | Strzelcy bramek                                                                                    | Strzelcy bramek | Gwiazdy meczu                                                           |
| Mecz                                        | Data i miejsce                   | Wynik meczu                 | Wynik serii | Oilers                                                                                             | Sharks | Gwiazdy meczu                                                           |
| Mecz numer 1                                | 12.04.2017 Edmonton Rogers Place | 2 : 3 (2:0, 0:1, 0:1- 0:1)  | 0 : 1       | 06:44 Oscar Klefbom (1) 17:07 Milan Lucic (1)                                                      | 21:43 Joel Ward (1) 45:22 Paul Martin (1) 48:03 Melker Karlsson (1) | 1. Melker Karlsson (SJS) 2. Cam Talbot (EDM) 3. Brent Burns (SJS)       |
| Mecz numer 2                                | 14.04.2017 Edmonton Rogers Place | 2 : 0 (0:0, 1:0, 1:0)       | 1 : 1       | 20:42 Zack Kassian (1) 50:31 Connor McDavid (1)                                                    | | 1. Zack Kassian (EDM) 2. Cam Talbot (EDM) 3. Connor McDavid (EDM)       |
| Mecz numer 3                                | 16.04.2017 San Jose SAP Center   | 1 : 0 (0:0, 0:0, 1:0)       | 2 : 1       | 20:42 Zack Kassian (2)                                                                             | | 1. Cam Talbot (EDM) 2. Martin Jones (SJS) 3. Zack Kassian (EDM)         |
| Mecz numer 4                                | 18.04.2017 San Jose SAP Center   | 0 : 7 (0:2, 0:4, 0:1)       | 2 : 2       | | 00:15 Joe Pavelski (1) 11:02 Logan Couture (1) 22:02 Patrick Marleau (1) 29:46 Marcus Sorensen (1) 32:52 Logan Couture (2) 36:46 Joe Pavelski (2) 46:45 David Schlemko (1) | 1. Logan Couture (SJS) 2. Joe Pavelski (SJS) 3. Martin Jones (SJS)      |
| Mecz numer 5                                | 20.04.2017 Edmonton Roger Place  | 4 : 3 (1:2, 1:1, 1:0 - 1:0) | 3 : 2       | 05:28 Patrick Maroon (1) 38:33 Mark Letestu (1) 57:14 Oscar Klefbom (2) 78:15 David Desharnais (1) | 10:12 Mikkel Boedker (1) 22:55 Patrick Marleau (2) 28:38 David Schlemko (2)                                                                                                | 1. David Desharnais (EDM) 2. Martin Jones (SJS) 3. Patrick Maroon (EDM) |
| Mecz numer 6                                | 22.04.2017 San Jose SAP Center   | 3 : 1 (0:0, 2:0, 1:1)       | 4 : 2       | 20:54 Leon Draisaitl (1) 21:50 Anton Slepyszew (1) 59:59 Connor McDavid (2)                        | 52:12 Patrick Marleau (3) | 1. Cam Talbot (EDM) 2. Leon Draisaitl (EDM) 3. Patrick Marleau (SJS)    |

#### Anaheim Ducks (P1) - Calgary Flames (WC)
W fazie play-off drużyny spotkały się po raz trzeci. Dwie poprzednie serie wygrało Anaheim. W sezonie zasadniczym Anaheim zwyciężył w czterech z pięciu spotkań.
| Anaheim           | AnaheimCalgary | Calgary               |
| Honda Center      | AnaheimCalgary | Scotiabank Saddledome |
| Pojemność: 17 174 | AnaheimCalgary | Pojemność: 19 289     |
|                   | AnaheimCalgary |                       |

| ĆWIERĆFINAŁ KONFERENCJI ZACHODNIEJ       |                                          |                             |             | |                                                                                              |                                                                        |
| Anaheim Ducks (P1) - Calgary Flames (WC) |                                          |                             |             | |                                                                                              |                                                                        |
| Mecz                                     | Data i miejsce                           | Wynik meczu                 | Wynik serii | Strzelcy bramek | Strzelcy bramek                                                                              | Gwiazdy meczu                                                          |
| Mecz                                     | Data i miejsce                           | Wynik meczu                 | Wynik serii | Ducks | Flames                                                                                       | Gwiazdy meczu                                                          |
| Mecz numer 1                             | 13.04.2017 Anaheim Honda Center          | 3 : 2 (1:1, 2:1, 0:0)       | 1 : 0       | 00:52 Ryan Getzlaf 11:30 Rickard Rakell (1) 37:47 Jakob Silfverberg (1)                                              | 12:34 Sean Monahan (1) 22:42 Sam Bennett (1)                                                 | 1. Ryan Getzlaf (ANA) 2. Jakob Silfverberg (ANA) 3. Sami Vatanen (ANA) |
| Mecz numer 2                             | 15.04.2017 Anaheim Honda Center          | 3 : 2 (2:1, 0:1, 1:0 )      | 2 : 0       | 03:21 Jakob Silfverberg (2) 06:44 Rickard Rakell (2) 55:14 Ryan Getzlaf (2)                                          | 18:24 Mikael Backlund (1) 27:01 Sean Monahan (2)                                             | 1. Ryan Getzlaf (ANA) 2. Rickard Rakell (ANA) 3. Brandon Montour (ANA) |
| Mecz numer 3                             | 17.04.2017 Calgary Scotiabank Saddledome | 5 : 4 (1:2, 1:2, 2:0 - 1:0) | 3 : 0       | 15:33 Nick Ritchie (1) 39:11 Shea Theodore (1) 51:14 Nate Thompson (1) 55:39 Shea Theodore (2) 61:30 Corey Perry (1) | 02:10 Sean Monahan (3) 09:18 Kris Versteeg (1) 24:34 Michael Stone (1) 28:33 Sam Bennett (2) | 1. Corey Perry (ANA) 2. Kevin Bieksa (ANA) 3. Sam Bennett (CGY)        |
| Mecz numer 4                             | 19.04.2017 Calgary Scotiabank Saddledome | 3 : 1 (2:0, 0:1, 1:0)       | 4 : 0       | 05:38 Patrick Eaves (1) 06:46 Nate Thompson (2) 59:53 Ryan Getzlaf (3)                                               | 36:07 Sean Monahan (4)                                                                       | 1. John Gibson (ANA) 2. Sean Monahan (CGY) 3. Nate Thompson (ANA)      |

### Półfinały konferencji

#### Washington Capitals (M1) - Pittsburgh Penguins (M2)
W fazie play-off było to dziesiąte spotkanie pomiędzy tymi zespołami. Z poprzednich dziewięciu 8 serii wygrał Pittsburgh. W sezonie zasadniczym każda z drużyn zwyciężyła dwukrotnie.
| Waszyngton        | PittsburghWaszyngton | Pittsburgh        |
| Verizon Center    | PittsburghWaszyngton | PPG Paints Arena  |
| Pojemność: 18 506 | PittsburghWaszyngton | Pojemność: 18 387 |
|                   | PittsburghWaszyngton |                   |

| PÓŁFINAŁ KONFERENCJI WSCHODNIEJ                     |                                         |                             |             | | |                                                                                   |
| Washington Capitals (M1) - Pittsburgh Penguins (M2) |                                         |                             |             | | |                                                                                   |
| Mecz                                                | Data i miejsce                          | Wynik meczu                 | Wynik serii | Strzelcy bramek | Strzelcy bramek | Gwiazdy meczu                                                                     |
| Mecz                                                | Data i miejsce                          | Wynik meczu                 | Wynik serii | Capitols | Penguins | Gwiazdy meczu                                                                     |
| Mecz numer 1                                        | 27.04.2017 Waszyngton Verizon Center    | 2 : 3 (0:0, 1:2, 1:1)       | 0 : 1       | 38:17 Aleksandr Owieczkin (4) 48:05 Jewgienij Kuzniecow (2)                                                                   | 20:12 Sidney Crosby (3) 21:04 Sidney Crosby (4) 52:36 Nick Bonino (2)                                                                        | 1. Nick Bonino (PIT) 2. Sidney Crosby (PIT) 3. Aleksandr Owieczkin (WSH)          |
| Mecz numer 2                                        | 29.04.2017 Waszyngton Verizon Center    | 2 : 6 (0:0, 1:3, 1:3)       | 0 : 2       | 22:09 Matt Niskanen (1) 43:44 Nicklas Bäckström (3)                                                                           | 21:15 Matt Cullen (1) 33:04 Phil Kessel (3) 36:14 Jake Guentzel (6) 42:19 Phil Kessel (4) 45:31 Jewgienij Małkin (3) 59:17 Jake Guentzel (7) | 1. Phil Kessel (PIT) 2 Marc-André Fleury (PIT) 3. Nicklas Bäckström (WSH)         |
| Mecz numer 3                                        | 01.05.2017 Pittsburgh PPG Paints Arena  | 3 : 2 (1:0, 0:0, 1:2 - 1:0) | 1 : 2       | 13:05 Nicklas Bäckström (4) 49:46 Jewgienij Kuzniecow (3) 63:13 Kevin Shattenkirk (1)                                         | 58:07 Jewgienij Małkin (4) 58:55 Justin Schultz (1)                                                                                          | 1. Kevin Shattenkirk (WSH) 2. Nicklas Bäckström (WSH) 3. Jewgienij Małkin (PIT)   |
| Mecz numer 4                                        | 03.05.2017 Pittsburgh PPG Paints Arena  | 2 : 3 (0:1, 2:2, 0:0)       | 1 : 3       | 27:21 Jewgienij Kuzniecow (4) 28:33 Nate Schmidt (1)                                                                          | 04:39 Patric Hörnqvist (3) 23:51 Jake Guentzel (8) 31:24 Justin Schultz (2)                                                                  | 1. Marc-André Fleury (PIT) 2. Patric Hörnqvist (PIT) 3. Jewgienij Kuzniecow (WSH) |
| Mecz numer 5                                        | 06.05.2017 Waszyngton Verizon Center    | 4 : 2 (1:1, 0:1, 3:0)       | 2 : 3       | 19:30 André Burakovsky (1) 42:49 Nicklas Bäckström (5) 47:20 Jewgienij Kuzniecow (5) 47:47 Aleksandr Owieczkin (5)            | 10:24 Carl Hagelin (1) 24:20 Phil Kessel (5)                                                                                                 | 1. Nicklas Bäckström (WSH) 2. André Burakovsky (WSH) 3. Braden Holtby (WSH)       |
| Mecz numer 6                                        | 08.05.2017 Pittsburghh PPG Paints Arena | 5 : 2 (1:0, 1:0, 3:2)       | 3 : 3       | 12:41 T.J. Oshie (4) 26:36 André Burakovsky (2) 40:16 Nicklas Bäckström (6) 51:17 John Carlson (2) 52:29 André Burakovsky (3) | 56:38 Jake Guentzel (9) 57:30 Jewgienij Małkin (5)                                                                                           | 1. André Burakovsky (WSH) 2. Nicklas Bäckström (WSH) 3. T.J. Oshie (WSH)          |
| Mecz numer 7                                        | 10.05.2017 Waszyngton Verizon Center    | 0 : 2 (0:0, 0:1, 0:1)       | 3 : 4       | | 28:49 Bryan Rust (5) 44:14 Patric Hörnqvist (4)                                                                                              | 1. Marc-André Fleury (PIT) 2. Bryan Rust (PIT) 3. Braden Holtby (WSH)             |

#### Ottawa Senators (A2) - New York Rangers (WC)
W fazie play-off drużyny spotkały się po raz drugi. W pierwszym zwyciężył zespół z Nowego Jorku 4:3. W sezonie zasadniczym Ottawa wygrała dwa z trzech spotkań.
| Ottawa               | OttawaNowy Jork | Nowy Jork             |
| Canadian Tire Centre | OttawaNowy Jork | Madison Square Garden |
| Pojemność: 17 373    | OttawaNowy Jork | Pojemność: 18 006     |
|                      | OttawaNowy Jork |                       |

| PÓŁFINAŁ KONFERENCJI WSCHODNIEJ              |                                            |                                  |             | | |                                                                            |
| Ottawa Senators (A2) - New York Rangers (WC) |                                            |                                  |             | | |                                                                            |
| Mecz                                         | Data i miejsce                             | Wynik meczu                      | Wynik serii | Strzelcy bramek | Strzelcy bramek | Gwiazdy meczu                                                              |
| Mecz                                         | Data i miejsce                             | Wynik meczu                      | Wynik serii | Senators | Rangers | Gwiazdy meczu                                                              |
| Mecz numer 1                                 | 27.04.2017 Ottawa Canadian Tire Centre     | 2 : 1 (0:0, 1:1, 1:0)            | 1 : 0       | 38:39 Ryan Dzingel (1) 55:49 Erik Karlsson (1) | 27:10 Ryan McDonagh (1)                                                                                              | 1. Craig Anderson (OTT) 2. Erik Karlsson (OTT) 3. Ryan Dzingel (OTT)       |
| Mecz numer 2                                 | 29.04.2017 Ottawa Canadian Tire Centre     | 6 : 5 (1:1, 1:3, 3:1 - 0:0, 1:0) | 2 : 0       | 13:59 Jean-Gabriel Pageau (2) 34:00 Marc Methot (1) 41:28 Mark Stone (2) 46:41 Jean-Gabriel Pageau (3) 48:58 Jean-Gabriel Pageau (4) 82:54 Jean-Gabriel Pageau (5) | 04:16 Michael Grabner (3) 30:39 Chris Kreider (1) 33:10 Derek Stepan (2) 35:51 Brady Skjel (3) 45:10 Brady Skjel (4) | 1. Jean-Gabriel Pageau (OTT) 2. Dion Phaneuf (OTT) 3. Brady Skjel (NYR)    |
| Mecz numer 3                                 | 02.05.2017 Nowy Jork Madison Square Garden | 1 : 4 (0:2, 1:2, 0:0)            | 2 : 1       | 38:49 Jean-Gabriel Pageau (6) | 05:31 Mats Zuccarello (4) 13:24 Michael Grabner (4) 32:21 Rick Nash (3) 38:17 Oscar Lindberg (1)                     | 1. Mats Zuccarello (NYR) 2. Henrik Lundqvist (NYR) 3. Mika Zibanejad (NYR) |
| Mecz numer 4                                 | 04.05.2017 Nowy Jork Madison Square Garden | 1 : 4 (0:1, 0:2, 1:1)            | 2 : 2       | 53:34 Kyle Turris (2) | 14:04 Nick Holden (1) 22:01 Oscar Lindberg (2) 35:54 Oscar Lindberg (3) 50:45 Chris Kreider (2)                      | 1. Oscar Lindberg (NYR) 2. Tanner Glass (NYR) 3. Michael Grabner (NYR)     |
| Mecz numer 5                                 | 06.05.2017 Ottawa Canadian Tire Centre     | 5 : 4 (1:2, 2:1, 1:1 - 1:0)      | 3 : 2       | 06:03 Mark Stone (3) 28:17 Mike Hoffman (3) 28:50 Tom Pyatt (1) 58:34 Derick Brassard (3) 66:28 Kyle Turris (3)                                                    | 04:07 Jesper Fast (3) 05:13 Nick Holden (2) 37:49 Ryan McDonagh (2) 52:48 Jimmy Vesey (1)                            | 1. Kyle Turris (OTT) 2. Derick Brassard (OTT) 3. Jimmy Vesey (NYR)         |
| Mecz numer 6                                 | 09.05.2017 Nowy Jork Madison Square Garden | 4 : 2 (2:0, 1:1, 1:1)            | 4 : 2       | 04:27 Mike Hoffman (4) 14:44 Mark Stone (4) 35:53 Erik Karlsson (2) 59:53 Jean-Gabriel Pageau (7)                                                                  | 33:32 Mika Zibanejad (2) 40:53 Kris Kreider (3)                                                                      | 1. Erik Karlsson (OTT) 2. Craig Anderson (OTT) 3. Mika Zibanejad (NYR)     |

#### St. Louis Blues (C3) - Nashville Predators (WC)
W fazie play-off drużyny spotkały się po raz pierwszy. W sezonie zasadniczym Nashville wygrało trzy z pięciu spotkań.
| St. Louis         | St. LouisNashville | Nashville         |
| Scottrade Center  | St. LouisNashville | Bridgestone Arena |
| Pojemność: 18 724 | St. LouisNashville | Pojemność: 17 113 |
|                   | St. LouisNashville |                   |

| PÓŁFINAŁ KONFERENCJI ZACHODNIEJ                 |                                        |                       |             |                                                                                    |                                                                                                |                                                                       |
| St. Louis Blues (C3) - Nashville Predators (WC) |                                        |                       |             |                                                                                    |                                                                                                |                                                                       |
| Mecz                                            | Data i miejsce                         | Wynik meczu           | Wynik serii | Strzelcy bramek                                                                    | Strzelcy bramek                                                                                | Gwiazdy meczu                                                         |
| Mecz                                            | Data i miejsce                         | Wynik meczu           | Wynik serii | Blues                                                                              | Predators                                                                                      | Gwiazdy meczu                                                         |
| Mecz numer 1                                    | 26.04.2017 St. Louis Scottrade Center  | 3 : 4 (0:1, 1:2, 2:1) | 0 : 1       | 28:04 Colton Parayko (2) 36:48 Jaden Schwartz (3) 39:22 Vladimír Sobotka (2)       | 11:24 Colin Wilson (1) 22:22 P.K. Subban (1) 32:11 Filip Forsberg (3) 54:55 Vernon Fiddler (1) | 1. P.K. Subban (NSH) 2. Colton Parayko (STL) 3. Jaden Schwartz (STL)  |
| Mecz numer 2                                    | 28.04.2017 St. Louis Scottrade Center  | 3 : 2 (1:1, 0:0, 2:1) | 1 : 1       | 19:40 Władimir Tarasienko (2) 47:39 Jori Lehterä (1) 56:09 Władimir Tarasienko (3) | 07:49 James Neal (1) 43:07 Ryan Ellis (2)                                                      | 1. Władimir Tarasienko (STL) 2 Jori Lehterä (STL) 3. Ryan Ellis (NSH) |
| Mecz numer 3                                    | 30.04.2017 Nashville Bridgestone Arena | 1 : 3 (0:1, 1:1, 0:1) | 1 : 2       | 32:59 Alexander Steen (3)                                                          | 10:34 Ryan Ellis (3) 22:29 Cody McLeod (1) 54:11 Roman Josi (3)                                | 1. Ryan Ellis (NSH) 2. Roman Josi (NSH) 3. Pekka Rinne (NSH)          |
| Mecz numer 4                                    | 02.05.2017 Nashville Bridgestone Arena | 1 : 2 (0:0, 0:0, 1:2) | 1 : 3       | 56:11 Joel Edmundson (3)                                                           | 45:09 Ryan Ellis (4) 53:03 James Neal (2)                                                      | 1. Ryan Ellis (NSH) 2. Pekka Rinne (NSH) 3. James Neal (NSH)          |
| Mecz numer 5                                    | 05.05.2017 St. Louis Scottrade Center  | 2 : 1 (0:0, 1:1, 1:0) | 2 : 3       | 25:43 Dmitrij Jaškin (1) 40:25 Jaden Schwartz (4)                                  | 33:50 James Neal (3)                                                                           | 1. Jake Allen (STL) 2. Dmitrij Jaškin (STL) 3. Jaden Schwartz (STL)   |
| Mecz numer 6                                    | 07.05.2017 Nashvilleh PPG Paints Arena | 1 : 3 (1:0, 0:1, 0:2) | 2 : 4       | 02:04 Paul Stastny (2)                                                             | 20:35 Roman Josi (4) 43:15 Ryan Johansen (2) 59:00 Calle Järnkrok (1)                          | 1. Ryan Johansen (NSH) 2. Viktor Arvidsson (NSH) 3. Pekka Rinne (NSH) |

#### Anaheim Ducks (P1) - Edmonton Oilers (P2)
W fazie play-off była to druga konfrontacja pomiędzy tymi drużynami. Po raz pierwszy zmierzyły się w finale Konferencji Zachodniej w 2006. Zwyciężyło Edmonton 4:1. W sezonie zasadniczym Edmonton wygrało trzy z pięciu spotkań.
| Anaheim           | AnaheimEdmonton | Edmonton          |
| Honda Center      | AnaheimEdmonton | Rogers Place      |
| Pojemność: 17 174 | AnaheimEdmonton | Pojemność: 18 347 |
|                   | AnaheimEdmonton |                   |

| PÓŁFINAŁ KONFERENCJI ZACHODNIEJ           |                                  |                                  |             | | |                                                                           |
| Anaheim Ducks (P1) - Edmonton Oilers (P2) |                                  |                                  |             | | |                                                                           |
| Mecz                                      | Data i miejsce                   | Wynik meczu                      | Wynik serii | Strzelcy bramek | Strzelcy bramek | Gwiazdy meczu                                                             |
| Mecz                                      | Data i miejsce                   | Wynik meczu                      | Wynik serii | Ducks | Oilers | Gwiazdy meczu                                                             |
| Mecz numer 1                              | 26.04.2017 Anaheim Honda Center  | 3 : 5 (0:0, 1:1, 2:4)            | 0 : 1       | 20:37 Ryan Getzlaf (4) 49:22 Patrick Eaves (2) 50:47 Jakob Silfverberg (3)                                                                           | 26:22 Mark Letestu (2) 46:23 Mark Letestu (3) 48:03 Adam Larsson (1) 55:20 Adam Larsson (2) 58:55 Leon Draisaitl (2)                                                      | 1. Adam Larsson (EDM) 2. Ryan Getzlaf (ANA) 3. Mark Letestu (EDM)         |
| Mecz numer 2                              | 28.04.2017 Anaheim Honda Center  | 1 : 2 (0:1, 1:1, 0:0)            | 0 : 2       | 35:34 Jakob Silfverberg (4) | 01:05 Andrej Sekera (1) 26:41 Patrick Maroon (2) | 1. Cam Talbot (EDM) 2. Ryan Getzlaf (ANA) 3. Cam Fowler (ANA)             |
| Mecz numer 3                              | 30.04.2017 Edmonton Rogers Place | 6 : 3 (3:1, 1:2, 2:0)            | 1 : 2       | 00:25 Rickard Rakell (3) 05:33 Jakob Silfverberg (5) 11:51 Ryan Getzlaf (5) 39:28 Chris Wagner (1) 44:56 Jakob Silfverberg (6) 50:38 Ryan Kesler (1) | 19:20 Patrick Maroon (3) 21:28 Anton Slepyszew (2) 28:40 Connor McDavid (3)                                                                                               | 1. Jakob Silfverberg (ANA) 2. Ryan Getzlaf (ANA) 3. Hampus Lindholm (ANA) |
| Mecz numer 4                              | 03.05.2017 Edmonton Rogers Place | 4 : 3 (0:2, 3:0, 0:1 - 1:0)      | 2 : 2       | 21:37 Ryan Getzlaf (6) 25:33 Rickard Rakell (4) 34:25 Ryan Getzlaf (7) 60:45 Jakob Silfverberg (7)                                                   | 15:38 Milan Lucic (2) 17:43 Connor McDavid (4) 58:18 Drake Caggiula (1)                                                                                                   | 1. Ryan Getzlaf (ANA) 2. Jakob Silfverberg (ANA) 3. Drake Caggiula (EDM)  |
| Mecz numer 5                              | 05.05.2017 Anaheim Honda Center  | 4 : 3 (0:0, 0:3, 3:0 - 0:0, 1:0) | 3 : 2       | 56:44 Ryan Getzlaf (8) 57:19 Cam Fowler (1) 59:45 Rickard Rakell (5) 86:57 Corey Perry (2)                                                           | 20:15 Leon Draisaitl (3) 22:55 Connor McDavid (5) 32:28 Drake Caggiula (2)                                                                                                | 1. Corey Perry (ANA) 2. Ryan Getzlaf (ANA) 3. Rickard Rakell (ANA)        |
| Mecz numer 6                              | 07.05.2017 Edmonton Rogers Place | 1 : 7 (0:5, 1:2, 0:0)            | 3 : 3       | 28:56 Rickard Rakell (6) | 02:45 Leon Draisaitl (4) 07:22 Leon Draisaitl (5) 08:25 Zack Kassian (3) 11:39 Mark Letestu (4) 18:49 Mark Letestu (5) 20:45 Anton Slepyszew (3) 35:27 Leon Draisaitl (6) | 1. Leon Draisaitl (EDM) 2. Mark Letestu (EDM) 3. Cam Talbot (EDM)         |
| Mecz numer 7                              | 10.05.2017 Anaheim Honda Center  | 2 : 1 (0:1, 1:0, 1:0)            | 4 : 3       | 28:55 Andrew Cogliano (1) 43:21 Nick Ritchie (2) | 03:31 Drake Caggiula (3) | 1. Nick Ritchie (ANA) 2. Andrew Cogliano (ANA) 3. Cam Talbot (EDM)        |

### Finały Konferencji

#### Pittsburgh Penguins (M2) - Ottawa Senators (A2)
W fazie play-off zespoły spotkały się po raz piąty. W czterech dotychczasowych seriach trzykrotnie zwyciężył Pittsburgh. W sezonie regularnym Ottawa wygrała dwa z trzech spotkań.
| Pittsburgh        | PittsburghOttawa | Ottawa               |
| PPG Paints Arena  | PittsburghOttawa | Canadian Tire Centre |
| Pojemność: 18 387 | PittsburghOttawa | Pojemność: 17 373    |
|                   | PittsburghOttawa |                      |

| FINAŁ KONFERENCJI WSCHODNIEJ                    |                                        |                                  |             | | |                                                                         |
| Pittsburgh Penguins (M2) - Ottawa Senators (A2) |                                        |                                  |             | | |                                                                         |
| Mecz                                            | Data i miejsce                         | Wynik meczu                      | Wynik serii | Strzelcy bramek | Strzelcy bramek                                                                                                   | Gwiazdy meczu                                                           |
| Mecz                                            | Data i miejsce                         | Wynik meczu                      | Wynik serii | Penguins | Senators | Gwiazdy meczu                                                           |
| Mecz numer 1                                    | 13.05.2017 Pittsburgh PPG Paints Arena | 1 : 2 (0:1, 0:0, 1:0 - 0:1)      | 0 : 1       | 54:25 Jewgienij Małkin (6) | 14:32 Jean-Gabriel Pageau (8) 64:59 Bobby Ryan (5)                                                                | 1. Craig Anderson (OTT) 2. Bobby Ryan (OTT) 3. Jewgienij Małkin (PIT)   |
| Mecz numer 2                                    | 15.05.2017 Pittsburgh PPG Paints Arena | 1 : 0 (0:0, 0:0, 1:0)            | 1 : 1       | 53:05 Phil Kessel (6) | | 1. Phil Kessel (PIT) 2. Marc-André Fleury (PIT) 3. Craig Anderson (OTT) |
| Mecz numer 3                                    | 17.05.2017 Ottawa Canadian Tire Centre | 1 : 5 (0:4, 0:1, 1:0)            | 1 : 2       | 46:07 Sidney Crosby (5) | 00:48 Mike Hoffman (5) 10:34 Marc Methot (2) 12:28 Derick Brassard (4) 12:52 Zack Smith (1) 38:18 Kyle Turris (4) | 1. Craig Anderson (OTT) 2. Bobby Ryan (OTT) 3. Dion Phaneuf (OTT)       |
| Mecz numer 4                                    | 19.05.2017 Ottawa Canadian Tire Centre | 3 : 2 (1:0, 2:1, 0:1)            | 2 : 2       | 19:14 Olli Määttä (1) 27:41 Sidney Crosby (6) 31:30 Tom Dumoulin (1)                                                                                         | 38:22 Clarke MacArthur (3) 54:59 Tom Pyatt (2)                                                                    | 1. Jake Guentzel (PIT) 2. Sidney Crosby (PIT) 3. Tom Pyatt (OTT)        |
| Mecz numer 5                                    | 21.05.2017 Pittsburgh PPG Paints Arena | 7 : 0 (4:0, 1:0, 2:0)            | 3 : 2       | 08:14 Olli Määttä (2) 12:03 Sidney Crosby (7) 16:04 Bryan Rust (6) 18:17 Scott Wilson (2) 21:54 Matt Cullen (2) 40:50 Phil Kessel (7) 48:49 Trevor Daley (1) | | 1. Carter Rowney (PIT) 2. Bryan Rust (PIT) 3. Matt Murray (PIT)         |
| Mecz numer 6                                    | 23.05.2017 Ottawa Canadian Tire Centre | 1 : 2 (0:0, 1:1, 0:1)            | 3 : 3       | 24:51 Jewgienij Małkin (7) | 33:15 Bobby Ryan (6) 41:34 Mike Hoffman (6)                                                                       | 1. Mike Hoffman (OTT) 2. Bobby Ryan (CBJ) 3. Craig Anderson (OTT)       |
| Mecz numer 7                                    | 25.05.2017 Ottawa Canadian Tire Centre | 3 : 2 (0:0, 1:1, 1:1 - 0:0, 1:0) | 4 : 3       | 29:55 Chris Kunitz (1) 51:44 Justin Schultz (3) 85:09 Chris Kunitz (2)                                                                                       | 30:15 Mark Stone (5) 54:41 Ryan Dzingel (2)                                                                       | 1. Chris Kunitz (PIT) 2. Justin Schultz (PIT) 3. Craig Anderson (OTT)   |

#### Anaheim Ducks (P1) - Nashville Predators (WC)
W fazie play-off drużyny zmierzyły się po raz trzeci. Nashville zwyciężyło w dwóch poprzednich seriach. W sezonie zasadniczym Anaheim wygrało dwa z trzech spotkań.
| Anaheim           | AnaheimNashville | Nashville         |
| Honda Center      | AnaheimNashville | Bridgestone Arena |
| Pojemność: 17 174 | AnaheimNashville | Pojemność: 17 113 |
|                   | AnaheimNashville |                   |

| FINAŁ KONFERENCJI ZACHODNIEJ                  |                                        |                             |             | | |                                                                      |
| Anaheim Ducks (P1) - Nashville Predators (WC) |                                        |                             |             | | |                                                                      |
| Mecz                                          | Data i miejsce                         | Wynik meczu                 | Wynik serii | Strzelcy bramek | Strzelcy bramek | Gwiazdy meczu                                                        |
| Mecz                                          | Data i miejsce                         | Wynik meczu                 | Wynik serii | Ducks | Predators | Gwiazdy meczu                                                        |
| Mecz numer 1                                  | 12.05.2017 Anaheim Honda Center        | 2 : 3 (1:1, 0:1, 1:0 - 0:1) | 0 : 1       | 05:15 Jakob Silfverberg (8) 47:21 Hampus Lindholm (1)                                                                      | 12:34 Filip Forsberg (4) 22:42 Austin Watson (1) 69:24 James Neal (4)                                                                               | 1. James Neal (NSH) 2. John Gibson (ANA) 3. Pekka Rinne (NSH)        |
| Mecz numer 2                                  | 14.05.2017 Anaheim Honda Center        | 5 : 3 (1:2, 3:1, 1:0)       | 1 : 1       | 19:00 Sami Vatanen (1) 20:39 Jakob Silfverberg (9) 30:41 Ondřej Kaše (1) 37:07 Nick Ritchie (3) 59:16 Antoine Vermette (1) | 04:18 Ryan Johansen (3) 08:32 James Neal (5) 27:59 Filip Forsberg (5)                                                                               | 1. Ondřej Kaše (ANA) 2. Sami Vatanen (ANA) 3. Viktor Arvidsson (NSH) |
| Mecz numer 3                                  | 16.05.2017 Nashville Bridgestone Arena | 1 : 2 (0:0, 1:0, 0:2)       | 1 : 2       | 35:35 Corey Perry (3) | 43:54 Filip Forsberg (6) 57:17 Roman Josi (5) | 1. Roman Josi (NSH) 2. Filip Forsberg (NSH) 3. Pekka Rinne (NSH)     |
| Mecz numer 4                                  | 18.05.2017 Nashville Bridgestone Arena | 3 : 2 (1:0, 1:0, 0:2 - 1:0) | 2 : 2       | 11:30 Rickard Rakell (7) 30:22 Nick Ritchie (4) 70:25 Corey Perry (4)                                                      | 43:33 P.K. Subban (2) 59:25 Filip Forsberg (7) | 1. Nate Thompson (ANA) 2. P.K. Subban (NSH) 3. Rickard Rakell (ANA)  |
| Mecz numer 5                                  | 20.05.2017 Anaheim Honda Center        | 1 : 3 (0:0, 1:1, 0:2)       | 2 : 3       | 32:46 Chris Wagner (2) | 39:19 Colin Wilson (2) 51:01 Pontus Åberg (1) 59:12 Austin Watson (2)                                                                               | 1. Pekka Rinne (NSH) 2. Pontus Åberg (NSH) 3. Chris Wagner (ANA)     |
| Mecz numer 6                                  | 22.05.2017 Nashville Bridgestone Arena | 3 : 6 (0:2, 1:0, 2:4)       | 2 : 4       | 24:45 Ondřej Kaše (2) 45:00 Chris Wagner (3) 48:52 Cam Fowler (2)                                                          | 01:21 Austin Watson (3) 08:47 Colton Sissons (3) 43:00 Colton Sissons (4) 54:00 Colton Sissons (5) 57:38 Filip Forsberg (8) 58:26 Austin Watson (4) | 1. Colton Sissons (NSH) 2. Austin Watson (NSH) 3. Pontus Åberg (NSH) |

### Finał Pucharu Stanleya

#### Pittsburgh Penguins (M2) - Nashville Predators (WC)
Nashville w finale zagrało po raz pierwszy, Pittsburgh po raz szósty jako obrońca tytułu. W sezonie zasadniczym drużyny wygrały po jednym meczu.
| Pittsburgh        | PittsburghNashville | Nashville         |
| PPG Paints Arena  | PittsburghNashville | Bridgestone Arena |
| Pojemność: 18 387 | PittsburghNashville | Pojemność: 17 113 |
|                   | PittsburghNashville |                   |

| Szczegóły meczu | Szczegóły meczu                         | Szczegóły meczu                                                                                             | Szczegóły meczu                                                                                | Szczegóły meczu                                      | Szczegóły meczu                                    | Szczegóły meczu |
| Tercja | Stan meczu                              | Zdobywcy bramek                                                                                             | Zdobywcy bramek                                                                                | Kary                                                 | Kary                                               |                 |
| Tercja | Stan meczu                              | Strzelec | Asysta                                                                                         | Ukarany zawodnik                                     | Przewinienie                                       |                 |
| --- | --------------------------------------- | --- | ---------------------------------------------------------------------------------------------- | ---------------------------------------------------- | -------------------------------------------------- | --------------- |
| 1 (3 : 0) | PIT 1 : 0 PIT 2 : 0 PIT 3 : 0           | 15:32 Jewgienij Małkin (8) PPG 16:37 Conor Sheary (1) 19:43 Nick Bonino (3)                                 | T.Daley (3), S.Crosby (14) C.Kunitz (4), S.Crosby (15) B.Dumoulin (3)                          | 13:50 Roman Josi (NSH) 13:50 James Neal (NSH)        | przeszkadzanie w grze atak kijem trzymanym oburącz |                 |
| 2 (0 : 1) | 3 : 1 NSH                               | 28:21 Ryan Ellis (5) PPG                                                                                    | P.K. Subban (9), M.Fisher (1)                                                                  | 23:43 Olli Määttä (PIT) 26:39 Ian Cole (PIT)         | przeszkadzanie w grze nadmierna ostrość w grze     |                 |
| 3 (2 : 2) | 3 : 2 NSH 3 : 3 NSH PIT 4 : 3 PIT 5 : 3 | 50:06 Colton Sissons (6) PPG 53:29 Frédérick Gaudreau (1) 56:43 Jake Guentzel (10) 58:58 Nick Bonino (4) EN | R.Josi (6), C.Järnkrok (3) A.Watson (3), M.Fisher (2) M.Cullen (6), J.Schultz (8) C.Kunitz (5) | 49:36 Jewgienij Małkin (PIT) 51:24 P.K. Subban (NSH) | uderzanie kijem opóźnianie gry                     |                 |
| Statystyki bramkarzy | Statystyki bramkarzy                    | Matt Murray (PIT) Pekka Rinne (NSH)                                                                         | czas gry 59:46 czas gry 58:48                                                                  | 23 obrony / 26 strzałów 7 obron / 11 strzałów        | 23 obrony / 26 strzałów 7 obron / 11 strzałów      |                 |
| Objaśnienia: PPG - gol w przewadze, SHG - gol w osłabieniu, EN - gol do pustej bramki, OT - dogrywka |                                         | |                                                                                                |                                                      |                                                    |                 |
| \| Trzy gwiazdy meczu \| Trzy gwiazdy meczu \| Trzy gwiazdy meczu \| Trzy gwiazdy meczu \| Trzy gwiazdy meczu \| Trzy gwiazdy meczu \| \| 1 \| 1 \| 2 \| 2 \| 3 \| 3 \| \| ------------------ \| ------------------------------- \| ------------------ \| --------------------------------- \| ------------------ \| ---------------------------------- \| \| \| Nick Bonino Pittsburgh Penguins \| \| Jake Guentzel Pittsburgh Penguins \| C.Sissons \| Colton Sissons Nashville Predators \| |                                         | |                                                                                                |                                                      |                                                    |                 |
| Trzy gwiazdy meczu |                                         | |                                                                                                |                                                      |                                                    |                 |
| 1 | 1                                       | 2 | 2                                                                                              | 3                                                    | 3                                                  |                 |
| | Nick Bonino Pittsburgh Penguins         | | Jake Guentzel Pittsburgh Penguins                                                              | C.Sissons                                            | Colton Sissons Nashville Predators                 |                 |

| Trzy gwiazdy meczu | Trzy gwiazdy meczu              | Trzy gwiazdy meczu | Trzy gwiazdy meczu                | Trzy gwiazdy meczu | Trzy gwiazdy meczu                 |
| 1                  | 1                               | 2                  | 2                                 | 3                  | 3                                  |
| ------------------ | ------------------------------- | ------------------ | --------------------------------- | ------------------ | ---------------------------------- |
|                    | Nick Bonino Pittsburgh Penguins |                    | Jake Guentzel Pittsburgh Penguins | C.Sissons          | Colton Sissons Nashville Predators |

| Szczegóły meczu | Szczegóły meczu                   | Szczegóły meczu                                                            | Szczegóły meczu                                                                | Szczegóły meczu | Szczegóły meczu                                                                                            | Szczegóły meczu |
| Tercja | Stan meczu                        | Zdobywcy bramek                                                            | Zdobywcy bramek                                                                | Kary | Kary |                 |
| Tercja | Stan meczu                        | Strzelec                                                                   | Asysta                                                                         | Ukarany zawodnik | Przewinienie                                                                                               |                 |
| --- | --------------------------------- | -------------------------------------------------------------------------- | ------------------------------------------------------------------------------ | --- | --- | --------------- |
| 1 (1 : 1) | 0 : 1 NSH PIT 1 : 1               | 12:57 Pontus Åberg (2) 16:36 Jake Guentzel (11)                            | V.Arvidsson (9), M.Fisher (3) C.Sheary (5), C.Kunitz (6)                       | 02:04 Craig Smith (NSH) 09:36 Chris Kunitz (PIT) 09:36 Jewgienij Małkin (PIT) 10:30 M.Fisher (NSH) 14:32 Roman Josi (NSH)                                                             | atak kijem trzymanym oburącz zachaczanie przeszkadzanie w grze atak kijem trzymanym oburącz                |                 |
| 2 (0 : 0) |                                   |                                                                            |                                                                                | 31:48 Austin Watson (NSH) 37:25 Cody McLeod (NSH) | przeszkadzanie w grze niebezpieczna gra wysokim kijem                                                      |                 |
| 3 (3 : 0) | PIT 2 : 1 PIT 3 : 1 PIT 4 : 1     | 40:10 Jake Guentzel (12) 43:13 Scott Wilson (3) 43:28 Jewgienij Małkin (9) | B.Rust (2), R.Hainsey (5) P.Kessel (13), M.Cullen (7) C.Kunitz (7), I.Cole (8) | 44:51 Pontus Åberg (NSH) 49:20 Sidney Crosby (PIT) 52:14 Jewgienij Małkin (PIT) 52:14 Jewgienij Małkin (PIT) 52:14 P.K. Subban (NSH) 58:01 Cody McLeod (NSH) 58:29 Chris Kunitz (PIT) | uderzanie kijem przeszkadzanie w grze nadmierna ostrość w grze bójka przeszkadzanie w grze uderzanie kijem |                 |
| Statystyki bramkarzy | Statystyki bramkarzy              | Matt Murray (PIT) Pekka Rinne (NSH) Juuse Saros (NSH)                      | czas gry 59:29 czas gry 43:28 czas gry 16:32                                   | 37 obron / 38 strzałów 21 obron / 25 strzałów 2 obrony / 2 strzały | 37 obron / 38 strzałów 21 obron / 25 strzałów 2 obrony / 2 strzały                                         |                 |
| Objaśnienia: PPG - gol w przewadze, SHG - gol w osłabieniu, EN - gol do pustej bramki, OT - dogrywka |                                   |                                                                            |                                                                                | | |                 |
| \| Trzy gwiazdy meczu \| Trzy gwiazdy meczu \| Trzy gwiazdy meczu \| Trzy gwiazdy meczu \| Trzy gwiazdy meczu \| Trzy gwiazdy meczu \| \| 1 \| 1 \| 2 \| 2 \| 3 \| 3 \| \| ------------------ \| --------------------------------- \| ------------------ \| ------------------------------- \| ------------------ \| ------------------------------------ \| \| \| Jake Guentzel Pittsburgh Penguins \| \| Matt Murray Pittsburgh Penguins \| \| Jewgienij Małkin Pittsburgh Penguins \| |                                   |                                                                            |                                                                                | | |                 |
| Trzy gwiazdy meczu |                                   |                                                                            |                                                                                | | |                 |
| 1 | 1                                 | 2                                                                          | 2                                                                              | 3 | 3 |                 |
| | Jake Guentzel Pittsburgh Penguins |                                                                            | Matt Murray Pittsburgh Penguins                                                | | Jewgienij Małkin Pittsburgh Penguins                                                                       |                 |

| Trzy gwiazdy meczu | Trzy gwiazdy meczu                | Trzy gwiazdy meczu | Trzy gwiazdy meczu              | Trzy gwiazdy meczu | Trzy gwiazdy meczu                   |
| 1                  | 1                                 | 2                  | 2                               | 3                  | 3                                    |
| ------------------ | --------------------------------- | ------------------ | ------------------------------- | ------------------ | ------------------------------------ |
|                    | Jake Guentzel Pittsburgh Penguins |                    | Matt Murray Pittsburgh Penguins |                    | Jewgienij Małkin Pittsburgh Penguins |

| Szczegóły meczu | Szczegóły meczu                 | Szczegóły meczu                                                            | Szczegóły meczu                                                                    | Szczegóły meczu | Szczegóły meczu | Szczegóły meczu |
| Tercja | Stan meczu                      | Zdobywcy bramek                                                            | Zdobywcy bramek                                                                    | Kary | Kary |                 |
| Tercja | Stan meczu                      | Strzelec                                                                   | Asysta                                                                             | Ukarany zawodnik | Przewinienie |                 |
| --- | ------------------------------- | -------------------------------------------------------------------------- | ---------------------------------------------------------------------------------- | --- | --- | --------------- |
| 1 (0 : 1) | 0 : 1 PIT                       | 02:46 Jake Guentzel (13)                                                   | I.Cole (9), S.Crosby (16)                                                          | 04:50 P.K. Subban (NSH) 12:44 James Neal (NSH) | trzymanie przeciwnika zbyt wielu zawodników na lodzie |                 |
| 2 (3 : 0) | NSH 1 : 1 NSH 2 : 1 NSH 3 : 1   | 25:51 Roman Josi (6) PPG 26:33 Frédérick Gaudreau (2) 39:37 James Neal (6) | C.Järnkrok (4), M.Ekholm (9) A.Watson (4), R.Josi (7) V.Arvidsson (10), R.Josi (8) | 24:13 Justin Schultz (PIT) 36:37 Ryan Ellis (NSH) | trzymanie przeciwnika wrzucenie na bandę |                 |
| 3 (2 : 0) | NSH 4 : 1 NSH 5 : 1             | 44:54 Craig Smith (1) 53:10 Mattias Ekholm (1) PPG                         | C.Järnkrok (5), C.Sissons (6)                                                      | 50:42 Carl Hagelin (PIT) 50:42 Mattias Ekholm (NSH) 52:43 Sidney Crosby (PIT) 52:43 Jewgienij Małkin (PIT) 52:43 Filip Forsberg (NSH) 55:24 Trevor Daley (PIT) 55:24 Viktor Arvidsson (NSH) 55:24 James Neal (NSH) 55:24 Ian Cole (PIT) 55:38 Patric Hörnqvist (PIT) 55:38 Mattias Ekholm (NSH) 57:01 Phil Kessel (PIT) 57:01 Chris Kunitz (PIT) 57:01 Austin Watson (NSH) 57:01 Matt Cullen (PIT) | nadmierna ostrość w grze wrzucenie na bandę atak kijem trzymanym oburącz trzymanie przeciwnika niesportowe zachowanie nadmierna ostrość w grze niesportowe zachowanie atak kijem trzymanym oburącz niesportowe zachowanie |                 |
| Statystyki bramkarzy | Statystyki bramkarzy            | Pekka Rinne (NSH) Matt Murray (PIT)                                        | Czas gry 59:25 Czas gry 60:00                                                      | 27 obron / 28 strzałów 28 obron / 33 strzały | 27 obron / 28 strzałów 28 obron / 33 strzały |                 |
| Objaśnienia: PPG - gol w przewadze, SHG - gol w osłabieniu, EN - gol do pustej bramki, OT - dogrywka |                                 |                                                                            |                                                                                    | | |                 |
| \| Trzy gwiazdy meczu \| Trzy gwiazdy meczu \| Trzy gwiazdy meczu \| Trzy gwiazdy meczu \| Trzy gwiazdy meczu \| Trzy gwiazdy meczu \| \| 1 \| 1 \| 2 \| 2 \| 3 \| 3 \| \| ------------------ \| ------------------------------- \| ------------------ \| ------------------------------ \| ------------------ \| -------------------------------------- \| \| \| Pekka Rinne Nashville Predators \| \| Roman Josi Nashville Predators \| F.Gaudreau \| Frédérick Gaudreau Nashville Predators \| |                                 |                                                                            |                                                                                    | | |                 |
| Trzy gwiazdy meczu |                                 |                                                                            |                                                                                    | | |                 |
| 1 | 1                               | 2                                                                          | 2                                                                                  | 3 | 3 |                 |
| | Pekka Rinne Nashville Predators |                                                                            | Roman Josi Nashville Predators                                                     | F.Gaudreau | Frédérick Gaudreau Nashville Predators |                 |

| Trzy gwiazdy meczu | Trzy gwiazdy meczu              | Trzy gwiazdy meczu | Trzy gwiazdy meczu             | Trzy gwiazdy meczu | Trzy gwiazdy meczu                     |
| 1                  | 1                               | 2                  | 2                              | 3                  | 3                                      |
| ------------------ | ------------------------------- | ------------------ | ------------------------------ | ------------------ | -------------------------------------- |
|                    | Pekka Rinne Nashville Predators |                    | Roman Josi Nashville Predators | F.Gaudreau         | Frédérick Gaudreau Nashville Predators |

| Szczegóły meczu | Szczegóły meczu                 | Szczegóły meczu                                         | Szczegóły meczu                                            | Szczegóły meczu                                                                                         | Szczegóły meczu                                                       | Szczegóły meczu |
| Tercja | Stan meczu                      | Zdobywcy bramek                                         | Zdobywcy bramek                                            | Kary | Kary                                                                  |                 |
| Tercja | Stan meczu                      | Strzelec                                                | Asysta                                                     | Ukarany zawodnik                                                                                        | Przewinienie                                                          |                 |
| --- | ------------------------------- | ------------------------------------------------------- | ---------------------------------------------------------- | --- | --------------------------------------------------------------------- | --------------- |
| 1 (1 : 1) | 1 : 0 PIT NSH 1 : 1             | 14:51 Calle Järnkrok (2) 15:57 Sidney Crosby (8)        | C.Smith (2), A.Watson (5) B.Dumoulin (8)                   | 07:15 Patric Hörnqvist (PIT) 19:18 James Neal (NSH)                                                     | spowodowanie upadku przeciwnika przeszkadzanie w grze                 |                 |
| 2 (2 : 0) | NSH 2 : 1 NSH 3 : 1             | 23:45 Frédérick Gaudreau (3) 33:08 Viktor Arvidsson (3) | Ryan Ellis (8), H.Zolnierczyk (2) M.Fisher (4), J.Neal (3) | 26:15 Ron Hainsey (PIT)                                                                                 | niebezpieczna gra wysokim kijem                                       |                 |
| 3 (1 : 0) | NSH 4 : 1                       | 56:37 Filip Forsberg (9) EN                             | M.Ekholm (10), P.K. Subban (10)                            | 58:21 Mattias Ekholm (NSH) 58:21 Mattias Ekholm (NSH) 58:21 Josh Archibald (PIT) 59:35 Ryan Ellis (NSH) | nadmierna ostrość w grze uderzanie kijem atak kijem trzymanym oburącz |                 |
| Statystyki bramkarzy | Statystyki bramkarzy            | Pekka Rinne (NSH) Matt Murray (PIT)                     | Czas gry 60:00 Czas gry 59:44                              | 23 obrony / 24 strzały 22 obrony / 25 strzałów                                                          | 23 obrony / 24 strzały 22 obrony / 25 strzałów                        |                 |
| Objaśnienia: PPG - gol w przewadze, SHG - gol w osłabieniu, EN - gol do pustej bramki, OT - dogrywka |                                 |                                                         |                                                            | |                                                                       |                 |
| \| Trzy gwiazdy meczu \| Trzy gwiazdy meczu \| Trzy gwiazdy meczu \| Trzy gwiazdy meczu \| Trzy gwiazdy meczu \| Trzy gwiazdy meczu \| \| 1 \| 1 \| 2 \| 2 \| 3 \| 3 \| \| ------------------ \| ------------------------------- \| ------------------ \| ------------------------------- \| ------------------ \| -------------------------------------- \| \| \| Pekka Rinne Nashville Predators \| \| Mike Fisher Nashville Predators \| F.Gaudreau \| Frédérick Gaudreau Nashville Predators \| |                                 |                                                         |                                                            | |                                                                       |                 |
| Trzy gwiazdy meczu |                                 |                                                         |                                                            | |                                                                       |                 |
| 1 | 1                               | 2                                                       | 2                                                          | 3 | 3                                                                     |                 |
| | Pekka Rinne Nashville Predators |                                                         | Mike Fisher Nashville Predators                            | F.Gaudreau                                                                                              | Frédérick Gaudreau Nashville Predators                                |                 |

| Trzy gwiazdy meczu | Trzy gwiazdy meczu              | Trzy gwiazdy meczu | Trzy gwiazdy meczu              | Trzy gwiazdy meczu | Trzy gwiazdy meczu                     |
| 1                  | 1                               | 2                  | 2                               | 3                  | 3                                      |
| ------------------ | ------------------------------- | ------------------ | ------------------------------- | ------------------ | -------------------------------------- |
|                    | Pekka Rinne Nashville Predators |                    | Mike Fisher Nashville Predators | F.Gaudreau         | Frédérick Gaudreau Nashville Predators |

| Szczegóły meczu | Szczegóły meczu                   | Szczegóły meczu                                                               | Szczegóły meczu                                                                           | Szczegóły meczu | Szczegóły meczu | Szczegóły meczu |
| Tercja | Stan meczu                        | Zdobywcy bramek                                                               | Zdobywcy bramek                                                                           | Kary | Kary |                 |
| Tercja | Stan meczu                        | Strzelec                                                                      | Asysta                                                                                    | Ukarany zawodnik | Przewinienie |                 |
| --- | --------------------------------- | ----------------------------------------------------------------------------- | ----------------------------------------------------------------------------------------- | --- | --- | --------------- |
| 1 (3 : 0) | PIT 1 : 0 PIT 2 : 0 PIT 3 : 0     | 01:31 Justin Schultz (4) PPG 06:43 Bryan Rust (7) 19:49 Jewgienij Małkin (10) | S.Crosby (17), P.Hörnqvist (4) C.Kunitz (8), T.Daley (4) P.Kessel (14), R.Hainsey (6)     | 00:50 Ryan Ellis (NSH) 10:06 Scott Wilson (PIT) 18:28 P.K. Subban (NSH) 18:28 Sidney Crosby (PIT) | trzymanie przeciwnika za dużo graczy na lodzie trzymanie przeciwnika |                 |
| 2 (3 : 0) | PIT 4 : 0 PIT 5 : 0 PIT 6 : 0     | 21:19 Conor Sheary (2) 28:02 Phil Kessel (8) 36:40 Ron Hainsey (2)            | S.Crosby (18), Jake Guentzel (8) O.Määttä (6), S.Crosby (19) J.Małkin (18), P.Kessel (15) | 33:02 Filip Forsberg (NSH) | przeszkadzanie w grze bramkarzowi |                 |
| 3 (0 : 0) |                                   |                                                                               |                                                                                           | 43:45 Bryan Rust (PIT) 47:31 James Neal (NSH) 51:32 Jewgienij Małkin (PIT) 51:32 P.K. Subban (NSH) 51:32 Roman Josi (NSH) 51:32 Patric Hörnqvist (PIT) 51:32 Roman Josi (NSH) 51:32 Viktor Arvidsson (NSH) 51:32 Roman Josi (NSH) 51:32 Viktor Arvidsson (NSH) 51:32 Carl Hagelin (PIT) 51:32 Carl Hagelin (PIT) 51:32 Jewgienij Małkin (PIT) 52:40 Austin Watson (NSH) 59:26 Colton Sissons (NSH) 59:26 Yannick Weber (NSH) 59:26 Austin Watson (NSH) 59:26 Trevor Daley (PIT) 59:26 Chris Kunitz (PIT) | spowodowanie upadku przeciwnika atak kijem trzymanym oburącz nadmierna ostrość w grze niesportowe zachowanie przeszkadzanie w grze niesportowe zachowanie nadmierna ostrość w grze bójka nadmierna ostrość w grze niesportowe zachowanie bójka nadmierna ostrość w grze natarcie kara meczu bójka niesportowe zachowanie bójka |                 |
| Statystyki bramkarzy | Statystyki bramkarzy              | Matt Murray (PIT) Pekka Rinne (NSH) Juuse Saros (NSH)                         | Czas gry 59:50 Czas gry 20:00 Czas gry 40:00                                              | 24 obrony / 24 strzały 6 obron / 9 strzałów 12 obron / 15 strzałów | 24 obrony / 24 strzały 6 obron / 9 strzałów 12 obron / 15 strzałów |                 |
| Objaśnienia: PPG - gol w przewadze, SHG - gol w osłabieniu, EN - gol do pustej bramki, OT - dogrywka |                                   |                                                                               |                                                                                           | | |                 |
| \| Trzy gwiazdy meczu \| Trzy gwiazdy meczu \| Trzy gwiazdy meczu \| Trzy gwiazdy meczu \| Trzy gwiazdy meczu \| Trzy gwiazdy meczu \| \| 1 \| 1 \| 2 \| 2 \| 3 \| 3 \| \| ------------------ \| --------------------------------- \| ------------------ \| ------------------------------- \| ------------------ \| ------------------------------- \| \| \| Sidney Crosby Pittsburgh Penguins \| \| Phil Kessel Pittsburgh Penguins \| \| Ron Hainsey Pittsburgh Penguins \| |                                   |                                                                               |                                                                                           | | |                 |
| Trzy gwiazdy meczu |                                   |                                                                               |                                                                                           | | |                 |
| 1 | 1                                 | 2                                                                             | 2                                                                                         | 3 | 3 |                 |
| | Sidney Crosby Pittsburgh Penguins |                                                                               | Phil Kessel Pittsburgh Penguins                                                           | | Ron Hainsey Pittsburgh Penguins |                 |

| Trzy gwiazdy meczu | Trzy gwiazdy meczu                | Trzy gwiazdy meczu | Trzy gwiazdy meczu              | Trzy gwiazdy meczu | Trzy gwiazdy meczu              |
| 1                  | 1                                 | 2                  | 2                               | 3                  | 3                               |
| ------------------ | --------------------------------- | ------------------ | ------------------------------- | ------------------ | ------------------------------- |
|                    | Sidney Crosby Pittsburgh Penguins |                    | Phil Kessel Pittsburgh Penguins |                    | Ron Hainsey Pittsburgh Penguins |

| Szczegóły meczu | Szczegóły meczu                      | Szczegóły meczu                                            | Szczegóły meczu                                        | Szczegóły meczu                                  | Szczegóły meczu                                          | Szczegóły meczu |
| Tercja | Stan meczu                           | Zdobywcy bramek                                            | Zdobywcy bramek                                        | Kary                                             | Kary                                                     |                 |
| Tercja | Stan meczu                           | Strzelec                                                   | Asysta                                                 | Ukarany zawodnik                                 | Przewinienie                                             |                 |
| --- | ------------------------------------ | ---------------------------------------------------------- | ------------------------------------------------------ | ------------------------------------------------ | -------------------------------------------------------- | --------------- |
| 1 (0 : 0) |                                      |                                                            |                                                        | 13:14 Ian Cole (PIT)                             | przeszkadzanie w grze                                    |                 |
| 2 (0 : 0) |                                      |                                                            |                                                        | 24:38 Conor Sheary (PIT)                         | spowodowanie upadku przeciwnika                          |                 |
| 3 (0 : 2) | 0 : 1 PIT 0 : 2 PIT                  | 58:25 Patric Hörnqvist (PIT) (5) 59:46 Carl Hagelin (2) EN | J.Schultz (PIT) (9), C.Kunitz (PIT) (9) B.Dumoulin (5) | 47:19 Olli Määttä (PIT) 48:47 Trevor Daley (PIT) | spowodowanie upadku przeciwnika nadmierna ostrość w grze |                 |
| Statystyki bramkarzy | Statystyki bramkarzy                 | Pekka Rinne (NSH) Matt Murray (PIT)                        | Czas gry 58:41 Czas gry 60:00                          | 27 obron / 28 strzałów 27 obron / 27 strzałów    | 27 obron / 28 strzałów 27 obron / 27 strzałów            |                 |
| Objaśnienia: PPG - gol w przewadze, SHG - gol w osłabieniu, EN - gol do pustej bramki, OT - dogrywka |                                      |                                                            |                                                        |                                                  |                                                          |                 |
| \| Trzy gwiazdy meczu \| Trzy gwiazdy meczu \| Trzy gwiazdy meczu \| Trzy gwiazdy meczu \| Trzy gwiazdy meczu \| Trzy gwiazdy meczu \| \| 1 \| 1 \| 2 \| 2 \| 3 \| 3 \| \| ------------------ \| ------------------------------------ \| ------------------ \| ------------------------------- \| ------------------ \| ---------------------------------- \| \| \| Patric Hörnqvist Pittsburgh Penguins \| \| Pekka Rinne Nashville Predators \| \| Justin Schultz Pittsburgh Penguins \| |                                      |                                                            |                                                        |                                                  |                                                          |                 |
| Trzy gwiazdy meczu |                                      |                                                            |                                                        |                                                  |                                                          |                 |
| 1 | 1                                    | 2                                                          | 2                                                      | 3                                                | 3                                                        |                 |
| | Patric Hörnqvist Pittsburgh Penguins |                                                            | Pekka Rinne Nashville Predators                        |                                                  | Justin Schultz Pittsburgh Penguins                       |                 |

| Trzy gwiazdy meczu | Trzy gwiazdy meczu                   | Trzy gwiazdy meczu | Trzy gwiazdy meczu              | Trzy gwiazdy meczu | Trzy gwiazdy meczu                 |
| 1                  | 1                                    | 2                  | 2                               | 3                  | 3                                  |
| ------------------ | ------------------------------------ | ------------------ | ------------------------------- | ------------------ | ---------------------------------- |
|                    | Patric Hörnqvist Pittsburgh Penguins |                    | Pekka Rinne Nashville Predators |                    | Justin Schultz Pittsburgh Penguins |

## Najlepsi zawodnicy playoff
Zawodnicy z pola
| Punkty           | Punkty | Gole                                                       | Gole | Asysty           | Asysty | +/-                                                      | +/- |
| ---------------- | ------ | ---------------------------------------------------------- | ---- | ---------------- | ------ | -------------------------------------------------------- | --- |
| Jewgienij Małkin | 28     | Jake Guentzel                                              | 13   | Sidney Crosby    | 19     | Filip Forsberg                                           | +14 |
| Sidney Crosby    | 27     | Jewgienij Małkin                                           | 10   | Jewgienij Małkin | 18     | Erik Karlsson Rickard Rakell                             | +13 |
| Phil Kessel      | 23     | Filip Forsberg Jakob Silfverberg                           | 9    | Erik Karlsson    | 16     | Erik Karlsson Rickard Rakell                             | +13 |
| Jake Guentzel    | 21     | Filip Forsberg Jakob Silfverberg                           | 9    | Phil Kessel      | 15     | Phil Kessel Ryan Johansen Brandon Montour Joel Edmundson | +12 |
| Ryan Getzlaf     | 19     | Sidney Crosby Phil Kessel Ryan Getzlaf Jean-Gabriel Pageau | 8    | Ryan Getzlaf     | 11     | Phil Kessel Ryan Johansen Brandon Montour Joel Edmundson | +12 |

Bramkarze

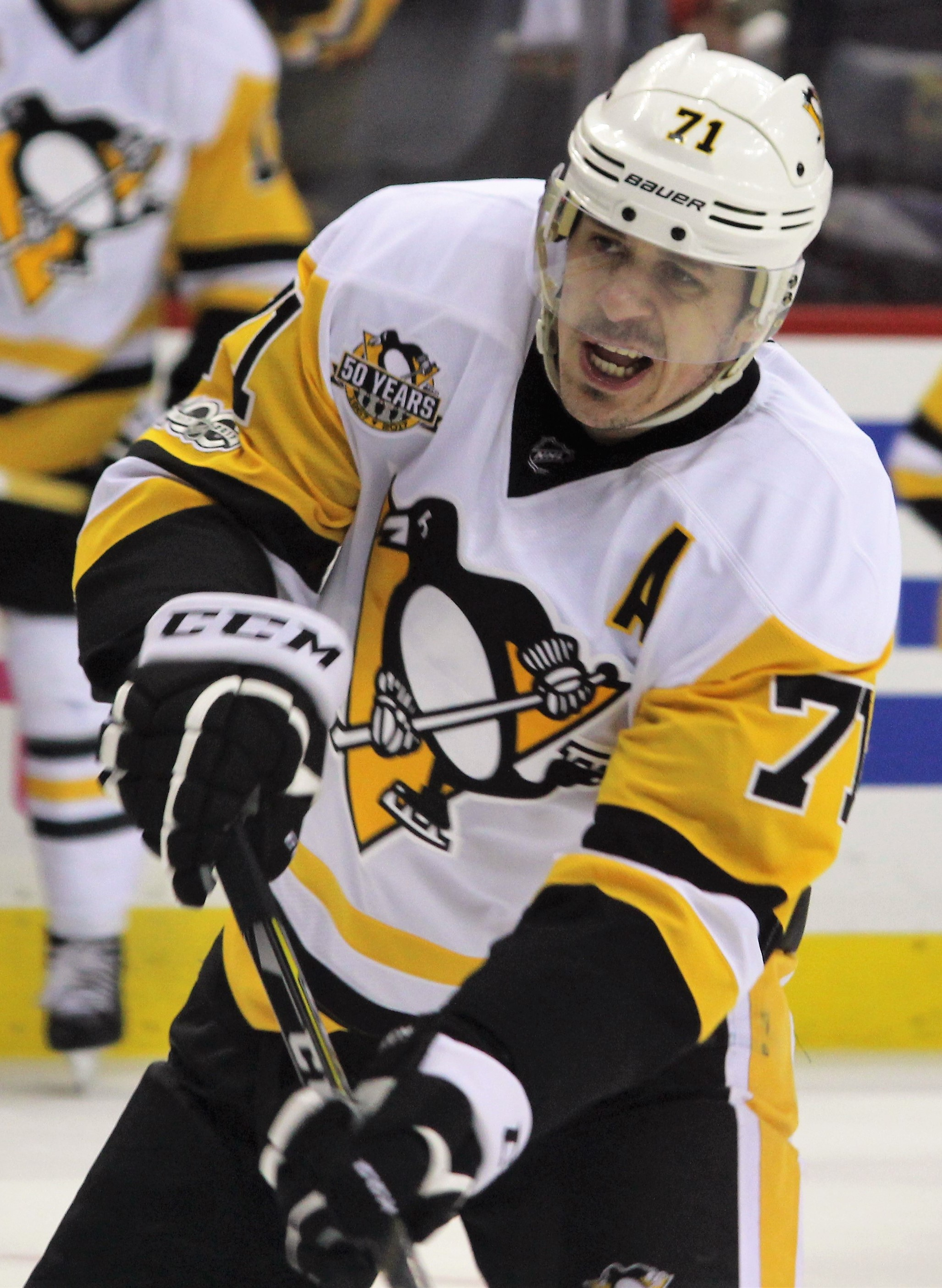
Jewgienij Małkin

W zestawieniu ujęto bramkarzy grających przez przynajmniej 600 minut.

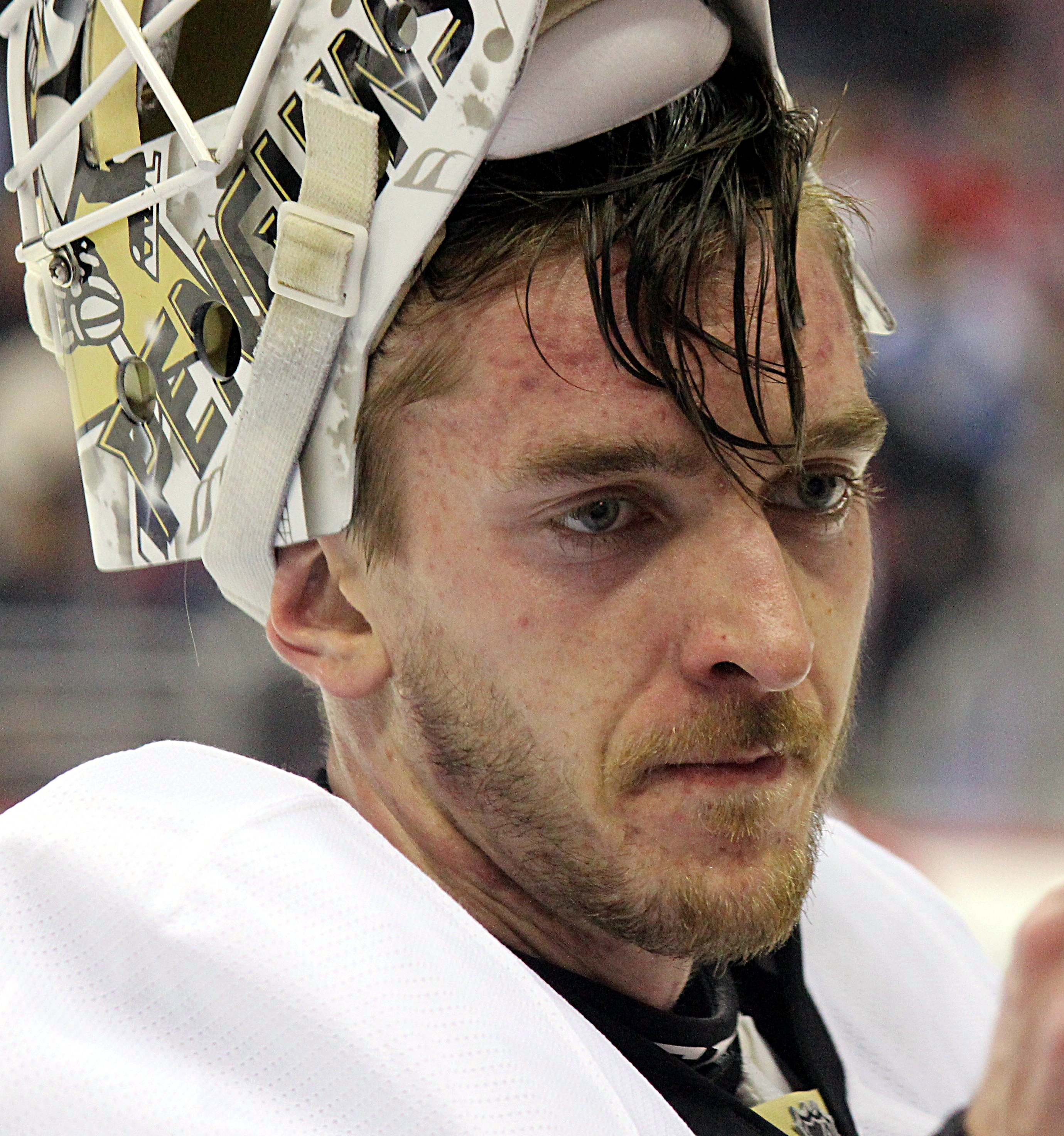
Matt Murray

| Obrony (w %)                 | Obrony (w %) | GAA                    | GAA  | Shutouty                                                  | Shutouty | Zwycięstwa                           | Zwycięstwa |
| ---------------------------- | ------------ | ---------------------- | ---- | --------------------------------------------------------- | -------- | ------------------------------------ | ---------- |
| Matt Murray                  | .937         | Matt Murray            | 1.70 | Matt Murray                                               | 3        | Pekka Rinne                          | 14         |
| Jake Allen                   | .935         | Pekka Rinne Jake Allen | 1.96 | Pekka Rinne Marc-André Fleury Cam Talbot                  | 2        | Craig Anderson                       | 11         |
| Pekka Rinne                  | .930         | Pekka Rinne Jake Allen | 1.96 | Pekka Rinne Marc-André Fleury Cam Talbot                  | 2        | Marc-André Fleury John Gibson        | 9          |
| Henrik Lundqvist             | .927         | Henrik Lundqvist       | 2.25 | Pekka Rinne Marc-André Fleury Cam Talbot                  | 2        | Marc-André Fleury John Gibson        | 9          |
| Marc-André Fleury Cam Talbot | .924         | Craig Anderson         | 2.34 | Craig Anderson Henrik Lundqvist Martin Jones Devan Dubnyk | 1        | Matt Murray Braden Holtby Cam Talbot | 7          |